# Defesa Pirc
A Defesa Pirc é uma defesa de xadrez caracterizada pela resposta das Pretas a 1.e4 com 1...d6 e 2... Cf6, seguido por ...g6 e ... Bg7, enquanto permite que as brancas estabeleçam um centro com peões em d4 e e4. Recebeu esse nome em homenagem ao Grande Mestre esloveno Vasja Pirc.
A Defesa Pirc é geralmente definida pela sequência
1. e4 d6
2. d4 Cf6
3. Cc3 g6
Esta é a linha mais comumente jogada depois que as pretas respondem a 1.e4 com 1...d6. Afirma-se que dá origem a jogos um tanto interessantes e emocionantes, onde as pretas terão contrajogo, mas devem ser cautelosas ao jogar de maneira muito passiva. De acordo com Garry Kasparov, a Defesa Pirc "dificilmente vale a pena usar nos torneios da categoria superior", pois dá às brancas "muitas oportunidades para o gosto de qualquer um".

## Descrição
A Defesa Pirc, em homenagem ao Grande Mestre esloveno Vasja Pirc, é uma abertura relativamente nova; embora tenha sido vista ocasionalmente no final do século XIX, foi considerado irregular, permanecendo assim uma linha lateral. A defesa começou a ganhar alguma popularidade somente após a Segunda Guerra Mundial, e na década de 1960 era considerada jogável, em grande parte devido aos esforços do grande mestre canadense Duncan Suttles. As pretas, na moda hipermoderna, não reivindicam imediatamente o centro com peões; em vez disso, as pretas trabalham para minar o centro das brancas pelos flancos. Sua primeira aparição em uma partida do Campeonato Mundial foi em 1972, quando foi disputada por Bobby Fischer contra Boris Spassky em Reykjavík (jogo 17); o jogo terminou empatado.
Hooper e Whyld deram uma definição formal distinta, 1.d4 d6 2.e4 Cf6 3. Cc3 g6, permutando os dois primeiros lances das Brancas, embora eles tenham qualificado a definição observando que 1.e4 d6 também poderia transpor para a Pirc. A presença ou ausência do terceiro movimento das pretas na Pirc é relatada de forma diferente, de acordo com a fonte; com o movimento do peão 3...g6, as pretas se preparam para fianquetar o bispo do rei para g7. Paul van der Sterren, portanto, descreveu 3...g6 como "o movimento definidor da Defesa Pirc" porque o desenvolvimento do bispo para g7 "cria o mesmo tipo de tensão posicional que a Defesa Indiana do Rei".
Uma distinção é geralmente feita entre a Pirc e as linhas onde as pretas atrasam o desenvolvimento de seu Cavalo para f6, ou o omite completamente; isso é conhecido como Defesa Moderna ou Robatsch. A décima edição de Modern Chess Openings (1965) agrupou a Pirc e o Robatsch como a "Defesa Pirc-Robatsch".

## Linha principal: 3...g6

### Ataque Austríaco: 4.f4
|   | a | b | c | d | e | f | g | h |   |
| 8 | a8 preto torre · b8 preto cavalo · c8 preto bispo · d8 preto rainha · e8 preto rei · h8 preto torre · a7 preto peão · b7 preto peão · c7 preto peão · e7 preto peão · f7 preto peão · g7 preto bispo · h7 preto peão · d6 preto peão · f6 preto cavalo · g6 preto peão · d4 branco peão · e4 branco peão · f4 branco peão · c3 branco cavalo · f3 branco cavalo · a2 branco peão · b2 branco peão · c2 branco peão · g2 branco peão · h2 branco peão · a1 branco torre · c1 branco bispo · d1 branco rainha · e1 branco rei · f1 branco bispo · h1 branco torre | a8 preto torre · b8 preto cavalo · c8 preto bispo · d8 preto rainha · e8 preto rei · h8 preto torre · a7 preto peão · b7 preto peão · c7 preto peão · e7 preto peão · f7 preto peão · g7 preto bispo · h7 preto peão · d6 preto peão · f6 preto cavalo · g6 preto peão · d4 branco peão · e4 branco peão · f4 branco peão · c3 branco cavalo · f3 branco cavalo · a2 branco peão · b2 branco peão · c2 branco peão · g2 branco peão · h2 branco peão · a1 branco torre · c1 branco bispo · d1 branco rainha · e1 branco rei · f1 branco bispo · h1 branco torre | a8 preto torre · b8 preto cavalo · c8 preto bispo · d8 preto rainha · e8 preto rei · h8 preto torre · a7 preto peão · b7 preto peão · c7 preto peão · e7 preto peão · f7 preto peão · g7 preto bispo · h7 preto peão · d6 preto peão · f6 preto cavalo · g6 preto peão · d4 branco peão · e4 branco peão · f4 branco peão · c3 branco cavalo · f3 branco cavalo · a2 branco peão · b2 branco peão · c2 branco peão · g2 branco peão · h2 branco peão · a1 branco torre · c1 branco bispo · d1 branco rainha · e1 branco rei · f1 branco bispo · h1 branco torre | a8 preto torre · b8 preto cavalo · c8 preto bispo · d8 preto rainha · e8 preto rei · h8 preto torre · a7 preto peão · b7 preto peão · c7 preto peão · e7 preto peão · f7 preto peão · g7 preto bispo · h7 preto peão · d6 preto peão · f6 preto cavalo · g6 preto peão · d4 branco peão · e4 branco peão · f4 branco peão · c3 branco cavalo · f3 branco cavalo · a2 branco peão · b2 branco peão · c2 branco peão · g2 branco peão · h2 branco peão · a1 branco torre · c1 branco bispo · d1 branco rainha · e1 branco rei · f1 branco bispo · h1 branco torre | a8 preto torre · b8 preto cavalo · c8 preto bispo · d8 preto rainha · e8 preto rei · h8 preto torre · a7 preto peão · b7 preto peão · c7 preto peão · e7 preto peão · f7 preto peão · g7 preto bispo · h7 preto peão · d6 preto peão · f6 preto cavalo · g6 preto peão · d4 branco peão · e4 branco peão · f4 branco peão · c3 branco cavalo · f3 branco cavalo · a2 branco peão · b2 branco peão · c2 branco peão · g2 branco peão · h2 branco peão · a1 branco torre · c1 branco bispo · d1 branco rainha · e1 branco rei · f1 branco bispo · h1 branco torre | a8 preto torre · b8 preto cavalo · c8 preto bispo · d8 preto rainha · e8 preto rei · h8 preto torre · a7 preto peão · b7 preto peão · c7 preto peão · e7 preto peão · f7 preto peão · g7 preto bispo · h7 preto peão · d6 preto peão · f6 preto cavalo · g6 preto peão · d4 branco peão · e4 branco peão · f4 branco peão · c3 branco cavalo · f3 branco cavalo · a2 branco peão · b2 branco peão · c2 branco peão · g2 branco peão · h2 branco peão · a1 branco torre · c1 branco bispo · d1 branco rainha · e1 branco rei · f1 branco bispo · h1 branco torre | a8 preto torre · b8 preto cavalo · c8 preto bispo · d8 preto rainha · e8 preto rei · h8 preto torre · a7 preto peão · b7 preto peão · c7 preto peão · e7 preto peão · f7 preto peão · g7 preto bispo · h7 preto peão · d6 preto peão · f6 preto cavalo · g6 preto peão · d4 branco peão · e4 branco peão · f4 branco peão · c3 branco cavalo · f3 branco cavalo · a2 branco peão · b2 branco peão · c2 branco peão · g2 branco peão · h2 branco peão · a1 branco torre · c1 branco bispo · d1 branco rainha · e1 branco rei · f1 branco bispo · h1 branco torre | a8 preto torre · b8 preto cavalo · c8 preto bispo · d8 preto rainha · e8 preto rei · h8 preto torre · a7 preto peão · b7 preto peão · c7 preto peão · e7 preto peão · f7 preto peão · g7 preto bispo · h7 preto peão · d6 preto peão · f6 preto cavalo · g6 preto peão · d4 branco peão · e4 branco peão · f4 branco peão · c3 branco cavalo · f3 branco cavalo · a2 branco peão · b2 branco peão · c2 branco peão · g2 branco peão · h2 branco peão · a1 branco torre · c1 branco bispo · d1 branco rainha · e1 branco rei · f1 branco bispo · h1 branco torre | 8 |
| 7 | a8 preto torre · b8 preto cavalo · c8 preto bispo · d8 preto rainha · e8 preto rei · h8 preto torre · a7 preto peão · b7 preto peão · c7 preto peão · e7 preto peão · f7 preto peão · g7 preto bispo · h7 preto peão · d6 preto peão · f6 preto cavalo · g6 preto peão · d4 branco peão · e4 branco peão · f4 branco peão · c3 branco cavalo · f3 branco cavalo · a2 branco peão · b2 branco peão · c2 branco peão · g2 branco peão · h2 branco peão · a1 branco torre · c1 branco bispo · d1 branco rainha · e1 branco rei · f1 branco bispo · h1 branco torre | a8 preto torre · b8 preto cavalo · c8 preto bispo · d8 preto rainha · e8 preto rei · h8 preto torre · a7 preto peão · b7 preto peão · c7 preto peão · e7 preto peão · f7 preto peão · g7 preto bispo · h7 preto peão · d6 preto peão · f6 preto cavalo · g6 preto peão · d4 branco peão · e4 branco peão · f4 branco peão · c3 branco cavalo · f3 branco cavalo · a2 branco peão · b2 branco peão · c2 branco peão · g2 branco peão · h2 branco peão · a1 branco torre · c1 branco bispo · d1 branco rainha · e1 branco rei · f1 branco bispo · h1 branco torre | a8 preto torre · b8 preto cavalo · c8 preto bispo · d8 preto rainha · e8 preto rei · h8 preto torre · a7 preto peão · b7 preto peão · c7 preto peão · e7 preto peão · f7 preto peão · g7 preto bispo · h7 preto peão · d6 preto peão · f6 preto cavalo · g6 preto peão · d4 branco peão · e4 branco peão · f4 branco peão · c3 branco cavalo · f3 branco cavalo · a2 branco peão · b2 branco peão · c2 branco peão · g2 branco peão · h2 branco peão · a1 branco torre · c1 branco bispo · d1 branco rainha · e1 branco rei · f1 branco bispo · h1 branco torre | a8 preto torre · b8 preto cavalo · c8 preto bispo · d8 preto rainha · e8 preto rei · h8 preto torre · a7 preto peão · b7 preto peão · c7 preto peão · e7 preto peão · f7 preto peão · g7 preto bispo · h7 preto peão · d6 preto peão · f6 preto cavalo · g6 preto peão · d4 branco peão · e4 branco peão · f4 branco peão · c3 branco cavalo · f3 branco cavalo · a2 branco peão · b2 branco peão · c2 branco peão · g2 branco peão · h2 branco peão · a1 branco torre · c1 branco bispo · d1 branco rainha · e1 branco rei · f1 branco bispo · h1 branco torre | a8 preto torre · b8 preto cavalo · c8 preto bispo · d8 preto rainha · e8 preto rei · h8 preto torre · a7 preto peão · b7 preto peão · c7 preto peão · e7 preto peão · f7 preto peão · g7 preto bispo · h7 preto peão · d6 preto peão · f6 preto cavalo · g6 preto peão · d4 branco peão · e4 branco peão · f4 branco peão · c3 branco cavalo · f3 branco cavalo · a2 branco peão · b2 branco peão · c2 branco peão · g2 branco peão · h2 branco peão · a1 branco torre · c1 branco bispo · d1 branco rainha · e1 branco rei · f1 branco bispo · h1 branco torre | a8 preto torre · b8 preto cavalo · c8 preto bispo · d8 preto rainha · e8 preto rei · h8 preto torre · a7 preto peão · b7 preto peão · c7 preto peão · e7 preto peão · f7 preto peão · g7 preto bispo · h7 preto peão · d6 preto peão · f6 preto cavalo · g6 preto peão · d4 branco peão · e4 branco peão · f4 branco peão · c3 branco cavalo · f3 branco cavalo · a2 branco peão · b2 branco peão · c2 branco peão · g2 branco peão · h2 branco peão · a1 branco torre · c1 branco bispo · d1 branco rainha · e1 branco rei · f1 branco bispo · h1 branco torre | a8 preto torre · b8 preto cavalo · c8 preto bispo · d8 preto rainha · e8 preto rei · h8 preto torre · a7 preto peão · b7 preto peão · c7 preto peão · e7 preto peão · f7 preto peão · g7 preto bispo · h7 preto peão · d6 preto peão · f6 preto cavalo · g6 preto peão · d4 branco peão · e4 branco peão · f4 branco peão · c3 branco cavalo · f3 branco cavalo · a2 branco peão · b2 branco peão · c2 branco peão · g2 branco peão · h2 branco peão · a1 branco torre · c1 branco bispo · d1 branco rainha · e1 branco rei · f1 branco bispo · h1 branco torre | a8 preto torre · b8 preto cavalo · c8 preto bispo · d8 preto rainha · e8 preto rei · h8 preto torre · a7 preto peão · b7 preto peão · c7 preto peão · e7 preto peão · f7 preto peão · g7 preto bispo · h7 preto peão · d6 preto peão · f6 preto cavalo · g6 preto peão · d4 branco peão · e4 branco peão · f4 branco peão · c3 branco cavalo · f3 branco cavalo · a2 branco peão · b2 branco peão · c2 branco peão · g2 branco peão · h2 branco peão · a1 branco torre · c1 branco bispo · d1 branco rainha · e1 branco rei · f1 branco bispo · h1 branco torre | 7 |
| 6 | a8 preto torre · b8 preto cavalo · c8 preto bispo · d8 preto rainha · e8 preto rei · h8 preto torre · a7 preto peão · b7 preto peão · c7 preto peão · e7 preto peão · f7 preto peão · g7 preto bispo · h7 preto peão · d6 preto peão · f6 preto cavalo · g6 preto peão · d4 branco peão · e4 branco peão · f4 branco peão · c3 branco cavalo · f3 branco cavalo · a2 branco peão · b2 branco peão · c2 branco peão · g2 branco peão · h2 branco peão · a1 branco torre · c1 branco bispo · d1 branco rainha · e1 branco rei · f1 branco bispo · h1 branco torre | a8 preto torre · b8 preto cavalo · c8 preto bispo · d8 preto rainha · e8 preto rei · h8 preto torre · a7 preto peão · b7 preto peão · c7 preto peão · e7 preto peão · f7 preto peão · g7 preto bispo · h7 preto peão · d6 preto peão · f6 preto cavalo · g6 preto peão · d4 branco peão · e4 branco peão · f4 branco peão · c3 branco cavalo · f3 branco cavalo · a2 branco peão · b2 branco peão · c2 branco peão · g2 branco peão · h2 branco peão · a1 branco torre · c1 branco bispo · d1 branco rainha · e1 branco rei · f1 branco bispo · h1 branco torre | a8 preto torre · b8 preto cavalo · c8 preto bispo · d8 preto rainha · e8 preto rei · h8 preto torre · a7 preto peão · b7 preto peão · c7 preto peão · e7 preto peão · f7 preto peão · g7 preto bispo · h7 preto peão · d6 preto peão · f6 preto cavalo · g6 preto peão · d4 branco peão · e4 branco peão · f4 branco peão · c3 branco cavalo · f3 branco cavalo · a2 branco peão · b2 branco peão · c2 branco peão · g2 branco peão · h2 branco peão · a1 branco torre · c1 branco bispo · d1 branco rainha · e1 branco rei · f1 branco bispo · h1 branco torre | a8 preto torre · b8 preto cavalo · c8 preto bispo · d8 preto rainha · e8 preto rei · h8 preto torre · a7 preto peão · b7 preto peão · c7 preto peão · e7 preto peão · f7 preto peão · g7 preto bispo · h7 preto peão · d6 preto peão · f6 preto cavalo · g6 preto peão · d4 branco peão · e4 branco peão · f4 branco peão · c3 branco cavalo · f3 branco cavalo · a2 branco peão · b2 branco peão · c2 branco peão · g2 branco peão · h2 branco peão · a1 branco torre · c1 branco bispo · d1 branco rainha · e1 branco rei · f1 branco bispo · h1 branco torre | a8 preto torre · b8 preto cavalo · c8 preto bispo · d8 preto rainha · e8 preto rei · h8 preto torre · a7 preto peão · b7 preto peão · c7 preto peão · e7 preto peão · f7 preto peão · g7 preto bispo · h7 preto peão · d6 preto peão · f6 preto cavalo · g6 preto peão · d4 branco peão · e4 branco peão · f4 branco peão · c3 branco cavalo · f3 branco cavalo · a2 branco peão · b2 branco peão · c2 branco peão · g2 branco peão · h2 branco peão · a1 branco torre · c1 branco bispo · d1 branco rainha · e1 branco rei · f1 branco bispo · h1 branco torre | a8 preto torre · b8 preto cavalo · c8 preto bispo · d8 preto rainha · e8 preto rei · h8 preto torre · a7 preto peão · b7 preto peão · c7 preto peão · e7 preto peão · f7 preto peão · g7 preto bispo · h7 preto peão · d6 preto peão · f6 preto cavalo · g6 preto peão · d4 branco peão · e4 branco peão · f4 branco peão · c3 branco cavalo · f3 branco cavalo · a2 branco peão · b2 branco peão · c2 branco peão · g2 branco peão · h2 branco peão · a1 branco torre · c1 branco bispo · d1 branco rainha · e1 branco rei · f1 branco bispo · h1 branco torre | a8 preto torre · b8 preto cavalo · c8 preto bispo · d8 preto rainha · e8 preto rei · h8 preto torre · a7 preto peão · b7 preto peão · c7 preto peão · e7 preto peão · f7 preto peão · g7 preto bispo · h7 preto peão · d6 preto peão · f6 preto cavalo · g6 preto peão · d4 branco peão · e4 branco peão · f4 branco peão · c3 branco cavalo · f3 branco cavalo · a2 branco peão · b2 branco peão · c2 branco peão · g2 branco peão · h2 branco peão · a1 branco torre · c1 branco bispo · d1 branco rainha · e1 branco rei · f1 branco bispo · h1 branco torre | a8 preto torre · b8 preto cavalo · c8 preto bispo · d8 preto rainha · e8 preto rei · h8 preto torre · a7 preto peão · b7 preto peão · c7 preto peão · e7 preto peão · f7 preto peão · g7 preto bispo · h7 preto peão · d6 preto peão · f6 preto cavalo · g6 preto peão · d4 branco peão · e4 branco peão · f4 branco peão · c3 branco cavalo · f3 branco cavalo · a2 branco peão · b2 branco peão · c2 branco peão · g2 branco peão · h2 branco peão · a1 branco torre · c1 branco bispo · d1 branco rainha · e1 branco rei · f1 branco bispo · h1 branco torre | 6 |
| 5 | a8 preto torre · b8 preto cavalo · c8 preto bispo · d8 preto rainha · e8 preto rei · h8 preto torre · a7 preto peão · b7 preto peão · c7 preto peão · e7 preto peão · f7 preto peão · g7 preto bispo · h7 preto peão · d6 preto peão · f6 preto cavalo · g6 preto peão · d4 branco peão · e4 branco peão · f4 branco peão · c3 branco cavalo · f3 branco cavalo · a2 branco peão · b2 branco peão · c2 branco peão · g2 branco peão · h2 branco peão · a1 branco torre · c1 branco bispo · d1 branco rainha · e1 branco rei · f1 branco bispo · h1 branco torre | a8 preto torre · b8 preto cavalo · c8 preto bispo · d8 preto rainha · e8 preto rei · h8 preto torre · a7 preto peão · b7 preto peão · c7 preto peão · e7 preto peão · f7 preto peão · g7 preto bispo · h7 preto peão · d6 preto peão · f6 preto cavalo · g6 preto peão · d4 branco peão · e4 branco peão · f4 branco peão · c3 branco cavalo · f3 branco cavalo · a2 branco peão · b2 branco peão · c2 branco peão · g2 branco peão · h2 branco peão · a1 branco torre · c1 branco bispo · d1 branco rainha · e1 branco rei · f1 branco bispo · h1 branco torre | a8 preto torre · b8 preto cavalo · c8 preto bispo · d8 preto rainha · e8 preto rei · h8 preto torre · a7 preto peão · b7 preto peão · c7 preto peão · e7 preto peão · f7 preto peão · g7 preto bispo · h7 preto peão · d6 preto peão · f6 preto cavalo · g6 preto peão · d4 branco peão · e4 branco peão · f4 branco peão · c3 branco cavalo · f3 branco cavalo · a2 branco peão · b2 branco peão · c2 branco peão · g2 branco peão · h2 branco peão · a1 branco torre · c1 branco bispo · d1 branco rainha · e1 branco rei · f1 branco bispo · h1 branco torre | a8 preto torre · b8 preto cavalo · c8 preto bispo · d8 preto rainha · e8 preto rei · h8 preto torre · a7 preto peão · b7 preto peão · c7 preto peão · e7 preto peão · f7 preto peão · g7 preto bispo · h7 preto peão · d6 preto peão · f6 preto cavalo · g6 preto peão · d4 branco peão · e4 branco peão · f4 branco peão · c3 branco cavalo · f3 branco cavalo · a2 branco peão · b2 branco peão · c2 branco peão · g2 branco peão · h2 branco peão · a1 branco torre · c1 branco bispo · d1 branco rainha · e1 branco rei · f1 branco bispo · h1 branco torre | a8 preto torre · b8 preto cavalo · c8 preto bispo · d8 preto rainha · e8 preto rei · h8 preto torre · a7 preto peão · b7 preto peão · c7 preto peão · e7 preto peão · f7 preto peão · g7 preto bispo · h7 preto peão · d6 preto peão · f6 preto cavalo · g6 preto peão · d4 branco peão · e4 branco peão · f4 branco peão · c3 branco cavalo · f3 branco cavalo · a2 branco peão · b2 branco peão · c2 branco peão · g2 branco peão · h2 branco peão · a1 branco torre · c1 branco bispo · d1 branco rainha · e1 branco rei · f1 branco bispo · h1 branco torre | a8 preto torre · b8 preto cavalo · c8 preto bispo · d8 preto rainha · e8 preto rei · h8 preto torre · a7 preto peão · b7 preto peão · c7 preto peão · e7 preto peão · f7 preto peão · g7 preto bispo · h7 preto peão · d6 preto peão · f6 preto cavalo · g6 preto peão · d4 branco peão · e4 branco peão · f4 branco peão · c3 branco cavalo · f3 branco cavalo · a2 branco peão · b2 branco peão · c2 branco peão · g2 branco peão · h2 branco peão · a1 branco torre · c1 branco bispo · d1 branco rainha · e1 branco rei · f1 branco bispo · h1 branco torre | a8 preto torre · b8 preto cavalo · c8 preto bispo · d8 preto rainha · e8 preto rei · h8 preto torre · a7 preto peão · b7 preto peão · c7 preto peão · e7 preto peão · f7 preto peão · g7 preto bispo · h7 preto peão · d6 preto peão · f6 preto cavalo · g6 preto peão · d4 branco peão · e4 branco peão · f4 branco peão · c3 branco cavalo · f3 branco cavalo · a2 branco peão · b2 branco peão · c2 branco peão · g2 branco peão · h2 branco peão · a1 branco torre · c1 branco bispo · d1 branco rainha · e1 branco rei · f1 branco bispo · h1 branco torre | a8 preto torre · b8 preto cavalo · c8 preto bispo · d8 preto rainha · e8 preto rei · h8 preto torre · a7 preto peão · b7 preto peão · c7 preto peão · e7 preto peão · f7 preto peão · g7 preto bispo · h7 preto peão · d6 preto peão · f6 preto cavalo · g6 preto peão · d4 branco peão · e4 branco peão · f4 branco peão · c3 branco cavalo · f3 branco cavalo · a2 branco peão · b2 branco peão · c2 branco peão · g2 branco peão · h2 branco peão · a1 branco torre · c1 branco bispo · d1 branco rainha · e1 branco rei · f1 branco bispo · h1 branco torre | 5 |
| 4 | a8 preto torre · b8 preto cavalo · c8 preto bispo · d8 preto rainha · e8 preto rei · h8 preto torre · a7 preto peão · b7 preto peão · c7 preto peão · e7 preto peão · f7 preto peão · g7 preto bispo · h7 preto peão · d6 preto peão · f6 preto cavalo · g6 preto peão · d4 branco peão · e4 branco peão · f4 branco peão · c3 branco cavalo · f3 branco cavalo · a2 branco peão · b2 branco peão · c2 branco peão · g2 branco peão · h2 branco peão · a1 branco torre · c1 branco bispo · d1 branco rainha · e1 branco rei · f1 branco bispo · h1 branco torre | a8 preto torre · b8 preto cavalo · c8 preto bispo · d8 preto rainha · e8 preto rei · h8 preto torre · a7 preto peão · b7 preto peão · c7 preto peão · e7 preto peão · f7 preto peão · g7 preto bispo · h7 preto peão · d6 preto peão · f6 preto cavalo · g6 preto peão · d4 branco peão · e4 branco peão · f4 branco peão · c3 branco cavalo · f3 branco cavalo · a2 branco peão · b2 branco peão · c2 branco peão · g2 branco peão · h2 branco peão · a1 branco torre · c1 branco bispo · d1 branco rainha · e1 branco rei · f1 branco bispo · h1 branco torre | a8 preto torre · b8 preto cavalo · c8 preto bispo · d8 preto rainha · e8 preto rei · h8 preto torre · a7 preto peão · b7 preto peão · c7 preto peão · e7 preto peão · f7 preto peão · g7 preto bispo · h7 preto peão · d6 preto peão · f6 preto cavalo · g6 preto peão · d4 branco peão · e4 branco peão · f4 branco peão · c3 branco cavalo · f3 branco cavalo · a2 branco peão · b2 branco peão · c2 branco peão · g2 branco peão · h2 branco peão · a1 branco torre · c1 branco bispo · d1 branco rainha · e1 branco rei · f1 branco bispo · h1 branco torre | a8 preto torre · b8 preto cavalo · c8 preto bispo · d8 preto rainha · e8 preto rei · h8 preto torre · a7 preto peão · b7 preto peão · c7 preto peão · e7 preto peão · f7 preto peão · g7 preto bispo · h7 preto peão · d6 preto peão · f6 preto cavalo · g6 preto peão · d4 branco peão · e4 branco peão · f4 branco peão · c3 branco cavalo · f3 branco cavalo · a2 branco peão · b2 branco peão · c2 branco peão · g2 branco peão · h2 branco peão · a1 branco torre · c1 branco bispo · d1 branco rainha · e1 branco rei · f1 branco bispo · h1 branco torre | a8 preto torre · b8 preto cavalo · c8 preto bispo · d8 preto rainha · e8 preto rei · h8 preto torre · a7 preto peão · b7 preto peão · c7 preto peão · e7 preto peão · f7 preto peão · g7 preto bispo · h7 preto peão · d6 preto peão · f6 preto cavalo · g6 preto peão · d4 branco peão · e4 branco peão · f4 branco peão · c3 branco cavalo · f3 branco cavalo · a2 branco peão · b2 branco peão · c2 branco peão · g2 branco peão · h2 branco peão · a1 branco torre · c1 branco bispo · d1 branco rainha · e1 branco rei · f1 branco bispo · h1 branco torre | a8 preto torre · b8 preto cavalo · c8 preto bispo · d8 preto rainha · e8 preto rei · h8 preto torre · a7 preto peão · b7 preto peão · c7 preto peão · e7 preto peão · f7 preto peão · g7 preto bispo · h7 preto peão · d6 preto peão · f6 preto cavalo · g6 preto peão · d4 branco peão · e4 branco peão · f4 branco peão · c3 branco cavalo · f3 branco cavalo · a2 branco peão · b2 branco peão · c2 branco peão · g2 branco peão · h2 branco peão · a1 branco torre · c1 branco bispo · d1 branco rainha · e1 branco rei · f1 branco bispo · h1 branco torre | a8 preto torre · b8 preto cavalo · c8 preto bispo · d8 preto rainha · e8 preto rei · h8 preto torre · a7 preto peão · b7 preto peão · c7 preto peão · e7 preto peão · f7 preto peão · g7 preto bispo · h7 preto peão · d6 preto peão · f6 preto cavalo · g6 preto peão · d4 branco peão · e4 branco peão · f4 branco peão · c3 branco cavalo · f3 branco cavalo · a2 branco peão · b2 branco peão · c2 branco peão · g2 branco peão · h2 branco peão · a1 branco torre · c1 branco bispo · d1 branco rainha · e1 branco rei · f1 branco bispo · h1 branco torre | a8 preto torre · b8 preto cavalo · c8 preto bispo · d8 preto rainha · e8 preto rei · h8 preto torre · a7 preto peão · b7 preto peão · c7 preto peão · e7 preto peão · f7 preto peão · g7 preto bispo · h7 preto peão · d6 preto peão · f6 preto cavalo · g6 preto peão · d4 branco peão · e4 branco peão · f4 branco peão · c3 branco cavalo · f3 branco cavalo · a2 branco peão · b2 branco peão · c2 branco peão · g2 branco peão · h2 branco peão · a1 branco torre · c1 branco bispo · d1 branco rainha · e1 branco rei · f1 branco bispo · h1 branco torre | 4 |
| 3 | a8 preto torre · b8 preto cavalo · c8 preto bispo · d8 preto rainha · e8 preto rei · h8 preto torre · a7 preto peão · b7 preto peão · c7 preto peão · e7 preto peão · f7 preto peão · g7 preto bispo · h7 preto peão · d6 preto peão · f6 preto cavalo · g6 preto peão · d4 branco peão · e4 branco peão · f4 branco peão · c3 branco cavalo · f3 branco cavalo · a2 branco peão · b2 branco peão · c2 branco peão · g2 branco peão · h2 branco peão · a1 branco torre · c1 branco bispo · d1 branco rainha · e1 branco rei · f1 branco bispo · h1 branco torre | a8 preto torre · b8 preto cavalo · c8 preto bispo · d8 preto rainha · e8 preto rei · h8 preto torre · a7 preto peão · b7 preto peão · c7 preto peão · e7 preto peão · f7 preto peão · g7 preto bispo · h7 preto peão · d6 preto peão · f6 preto cavalo · g6 preto peão · d4 branco peão · e4 branco peão · f4 branco peão · c3 branco cavalo · f3 branco cavalo · a2 branco peão · b2 branco peão · c2 branco peão · g2 branco peão · h2 branco peão · a1 branco torre · c1 branco bispo · d1 branco rainha · e1 branco rei · f1 branco bispo · h1 branco torre | a8 preto torre · b8 preto cavalo · c8 preto bispo · d8 preto rainha · e8 preto rei · h8 preto torre · a7 preto peão · b7 preto peão · c7 preto peão · e7 preto peão · f7 preto peão · g7 preto bispo · h7 preto peão · d6 preto peão · f6 preto cavalo · g6 preto peão · d4 branco peão · e4 branco peão · f4 branco peão · c3 branco cavalo · f3 branco cavalo · a2 branco peão · b2 branco peão · c2 branco peão · g2 branco peão · h2 branco peão · a1 branco torre · c1 branco bispo · d1 branco rainha · e1 branco rei · f1 branco bispo · h1 branco torre | a8 preto torre · b8 preto cavalo · c8 preto bispo · d8 preto rainha · e8 preto rei · h8 preto torre · a7 preto peão · b7 preto peão · c7 preto peão · e7 preto peão · f7 preto peão · g7 preto bispo · h7 preto peão · d6 preto peão · f6 preto cavalo · g6 preto peão · d4 branco peão · e4 branco peão · f4 branco peão · c3 branco cavalo · f3 branco cavalo · a2 branco peão · b2 branco peão · c2 branco peão · g2 branco peão · h2 branco peão · a1 branco torre · c1 branco bispo · d1 branco rainha · e1 branco rei · f1 branco bispo · h1 branco torre | a8 preto torre · b8 preto cavalo · c8 preto bispo · d8 preto rainha · e8 preto rei · h8 preto torre · a7 preto peão · b7 preto peão · c7 preto peão · e7 preto peão · f7 preto peão · g7 preto bispo · h7 preto peão · d6 preto peão · f6 preto cavalo · g6 preto peão · d4 branco peão · e4 branco peão · f4 branco peão · c3 branco cavalo · f3 branco cavalo · a2 branco peão · b2 branco peão · c2 branco peão · g2 branco peão · h2 branco peão · a1 branco torre · c1 branco bispo · d1 branco rainha · e1 branco rei · f1 branco bispo · h1 branco torre | a8 preto torre · b8 preto cavalo · c8 preto bispo · d8 preto rainha · e8 preto rei · h8 preto torre · a7 preto peão · b7 preto peão · c7 preto peão · e7 preto peão · f7 preto peão · g7 preto bispo · h7 preto peão · d6 preto peão · f6 preto cavalo · g6 preto peão · d4 branco peão · e4 branco peão · f4 branco peão · c3 branco cavalo · f3 branco cavalo · a2 branco peão · b2 branco peão · c2 branco peão · g2 branco peão · h2 branco peão · a1 branco torre · c1 branco bispo · d1 branco rainha · e1 branco rei · f1 branco bispo · h1 branco torre | a8 preto torre · b8 preto cavalo · c8 preto bispo · d8 preto rainha · e8 preto rei · h8 preto torre · a7 preto peão · b7 preto peão · c7 preto peão · e7 preto peão · f7 preto peão · g7 preto bispo · h7 preto peão · d6 preto peão · f6 preto cavalo · g6 preto peão · d4 branco peão · e4 branco peão · f4 branco peão · c3 branco cavalo · f3 branco cavalo · a2 branco peão · b2 branco peão · c2 branco peão · g2 branco peão · h2 branco peão · a1 branco torre · c1 branco bispo · d1 branco rainha · e1 branco rei · f1 branco bispo · h1 branco torre | a8 preto torre · b8 preto cavalo · c8 preto bispo · d8 preto rainha · e8 preto rei · h8 preto torre · a7 preto peão · b7 preto peão · c7 preto peão · e7 preto peão · f7 preto peão · g7 preto bispo · h7 preto peão · d6 preto peão · f6 preto cavalo · g6 preto peão · d4 branco peão · e4 branco peão · f4 branco peão · c3 branco cavalo · f3 branco cavalo · a2 branco peão · b2 branco peão · c2 branco peão · g2 branco peão · h2 branco peão · a1 branco torre · c1 branco bispo · d1 branco rainha · e1 branco rei · f1 branco bispo · h1 branco torre | 3 |
| 2 | a8 preto torre · b8 preto cavalo · c8 preto bispo · d8 preto rainha · e8 preto rei · h8 preto torre · a7 preto peão · b7 preto peão · c7 preto peão · e7 preto peão · f7 preto peão · g7 preto bispo · h7 preto peão · d6 preto peão · f6 preto cavalo · g6 preto peão · d4 branco peão · e4 branco peão · f4 branco peão · c3 branco cavalo · f3 branco cavalo · a2 branco peão · b2 branco peão · c2 branco peão · g2 branco peão · h2 branco peão · a1 branco torre · c1 branco bispo · d1 branco rainha · e1 branco rei · f1 branco bispo · h1 branco torre | a8 preto torre · b8 preto cavalo · c8 preto bispo · d8 preto rainha · e8 preto rei · h8 preto torre · a7 preto peão · b7 preto peão · c7 preto peão · e7 preto peão · f7 preto peão · g7 preto bispo · h7 preto peão · d6 preto peão · f6 preto cavalo · g6 preto peão · d4 branco peão · e4 branco peão · f4 branco peão · c3 branco cavalo · f3 branco cavalo · a2 branco peão · b2 branco peão · c2 branco peão · g2 branco peão · h2 branco peão · a1 branco torre · c1 branco bispo · d1 branco rainha · e1 branco rei · f1 branco bispo · h1 branco torre | a8 preto torre · b8 preto cavalo · c8 preto bispo · d8 preto rainha · e8 preto rei · h8 preto torre · a7 preto peão · b7 preto peão · c7 preto peão · e7 preto peão · f7 preto peão · g7 preto bispo · h7 preto peão · d6 preto peão · f6 preto cavalo · g6 preto peão · d4 branco peão · e4 branco peão · f4 branco peão · c3 branco cavalo · f3 branco cavalo · a2 branco peão · b2 branco peão · c2 branco peão · g2 branco peão · h2 branco peão · a1 branco torre · c1 branco bispo · d1 branco rainha · e1 branco rei · f1 branco bispo · h1 branco torre | a8 preto torre · b8 preto cavalo · c8 preto bispo · d8 preto rainha · e8 preto rei · h8 preto torre · a7 preto peão · b7 preto peão · c7 preto peão · e7 preto peão · f7 preto peão · g7 preto bispo · h7 preto peão · d6 preto peão · f6 preto cavalo · g6 preto peão · d4 branco peão · e4 branco peão · f4 branco peão · c3 branco cavalo · f3 branco cavalo · a2 branco peão · b2 branco peão · c2 branco peão · g2 branco peão · h2 branco peão · a1 branco torre · c1 branco bispo · d1 branco rainha · e1 branco rei · f1 branco bispo · h1 branco torre | a8 preto torre · b8 preto cavalo · c8 preto bispo · d8 preto rainha · e8 preto rei · h8 preto torre · a7 preto peão · b7 preto peão · c7 preto peão · e7 preto peão · f7 preto peão · g7 preto bispo · h7 preto peão · d6 preto peão · f6 preto cavalo · g6 preto peão · d4 branco peão · e4 branco peão · f4 branco peão · c3 branco cavalo · f3 branco cavalo · a2 branco peão · b2 branco peão · c2 branco peão · g2 branco peão · h2 branco peão · a1 branco torre · c1 branco bispo · d1 branco rainha · e1 branco rei · f1 branco bispo · h1 branco torre | a8 preto torre · b8 preto cavalo · c8 preto bispo · d8 preto rainha · e8 preto rei · h8 preto torre · a7 preto peão · b7 preto peão · c7 preto peão · e7 preto peão · f7 preto peão · g7 preto bispo · h7 preto peão · d6 preto peão · f6 preto cavalo · g6 preto peão · d4 branco peão · e4 branco peão · f4 branco peão · c3 branco cavalo · f3 branco cavalo · a2 branco peão · b2 branco peão · c2 branco peão · g2 branco peão · h2 branco peão · a1 branco torre · c1 branco bispo · d1 branco rainha · e1 branco rei · f1 branco bispo · h1 branco torre | a8 preto torre · b8 preto cavalo · c8 preto bispo · d8 preto rainha · e8 preto rei · h8 preto torre · a7 preto peão · b7 preto peão · c7 preto peão · e7 preto peão · f7 preto peão · g7 preto bispo · h7 preto peão · d6 preto peão · f6 preto cavalo · g6 preto peão · d4 branco peão · e4 branco peão · f4 branco peão · c3 branco cavalo · f3 branco cavalo · a2 branco peão · b2 branco peão · c2 branco peão · g2 branco peão · h2 branco peão · a1 branco torre · c1 branco bispo · d1 branco rainha · e1 branco rei · f1 branco bispo · h1 branco torre | a8 preto torre · b8 preto cavalo · c8 preto bispo · d8 preto rainha · e8 preto rei · h8 preto torre · a7 preto peão · b7 preto peão · c7 preto peão · e7 preto peão · f7 preto peão · g7 preto bispo · h7 preto peão · d6 preto peão · f6 preto cavalo · g6 preto peão · d4 branco peão · e4 branco peão · f4 branco peão · c3 branco cavalo · f3 branco cavalo · a2 branco peão · b2 branco peão · c2 branco peão · g2 branco peão · h2 branco peão · a1 branco torre · c1 branco bispo · d1 branco rainha · e1 branco rei · f1 branco bispo · h1 branco torre | 2 |
| 1 | a8 preto torre · b8 preto cavalo · c8 preto bispo · d8 preto rainha · e8 preto rei · h8 preto torre · a7 preto peão · b7 preto peão · c7 preto peão · e7 preto peão · f7 preto peão · g7 preto bispo · h7 preto peão · d6 preto peão · f6 preto cavalo · g6 preto peão · d4 branco peão · e4 branco peão · f4 branco peão · c3 branco cavalo · f3 branco cavalo · a2 branco peão · b2 branco peão · c2 branco peão · g2 branco peão · h2 branco peão · a1 branco torre · c1 branco bispo · d1 branco rainha · e1 branco rei · f1 branco bispo · h1 branco torre | a8 preto torre · b8 preto cavalo · c8 preto bispo · d8 preto rainha · e8 preto rei · h8 preto torre · a7 preto peão · b7 preto peão · c7 preto peão · e7 preto peão · f7 preto peão · g7 preto bispo · h7 preto peão · d6 preto peão · f6 preto cavalo · g6 preto peão · d4 branco peão · e4 branco peão · f4 branco peão · c3 branco cavalo · f3 branco cavalo · a2 branco peão · b2 branco peão · c2 branco peão · g2 branco peão · h2 branco peão · a1 branco torre · c1 branco bispo · d1 branco rainha · e1 branco rei · f1 branco bispo · h1 branco torre | a8 preto torre · b8 preto cavalo · c8 preto bispo · d8 preto rainha · e8 preto rei · h8 preto torre · a7 preto peão · b7 preto peão · c7 preto peão · e7 preto peão · f7 preto peão · g7 preto bispo · h7 preto peão · d6 preto peão · f6 preto cavalo · g6 preto peão · d4 branco peão · e4 branco peão · f4 branco peão · c3 branco cavalo · f3 branco cavalo · a2 branco peão · b2 branco peão · c2 branco peão · g2 branco peão · h2 branco peão · a1 branco torre · c1 branco bispo · d1 branco rainha · e1 branco rei · f1 branco bispo · h1 branco torre | a8 preto torre · b8 preto cavalo · c8 preto bispo · d8 preto rainha · e8 preto rei · h8 preto torre · a7 preto peão · b7 preto peão · c7 preto peão · e7 preto peão · f7 preto peão · g7 preto bispo · h7 preto peão · d6 preto peão · f6 preto cavalo · g6 preto peão · d4 branco peão · e4 branco peão · f4 branco peão · c3 branco cavalo · f3 branco cavalo · a2 branco peão · b2 branco peão · c2 branco peão · g2 branco peão · h2 branco peão · a1 branco torre · c1 branco bispo · d1 branco rainha · e1 branco rei · f1 branco bispo · h1 branco torre | a8 preto torre · b8 preto cavalo · c8 preto bispo · d8 preto rainha · e8 preto rei · h8 preto torre · a7 preto peão · b7 preto peão · c7 preto peão · e7 preto peão · f7 preto peão · g7 preto bispo · h7 preto peão · d6 preto peão · f6 preto cavalo · g6 preto peão · d4 branco peão · e4 branco peão · f4 branco peão · c3 branco cavalo · f3 branco cavalo · a2 branco peão · b2 branco peão · c2 branco peão · g2 branco peão · h2 branco peão · a1 branco torre · c1 branco bispo · d1 branco rainha · e1 branco rei · f1 branco bispo · h1 branco torre | a8 preto torre · b8 preto cavalo · c8 preto bispo · d8 preto rainha · e8 preto rei · h8 preto torre · a7 preto peão · b7 preto peão · c7 preto peão · e7 preto peão · f7 preto peão · g7 preto bispo · h7 preto peão · d6 preto peão · f6 preto cavalo · g6 preto peão · d4 branco peão · e4 branco peão · f4 branco peão · c3 branco cavalo · f3 branco cavalo · a2 branco peão · b2 branco peão · c2 branco peão · g2 branco peão · h2 branco peão · a1 branco torre · c1 branco bispo · d1 branco rainha · e1 branco rei · f1 branco bispo · h1 branco torre | a8 preto torre · b8 preto cavalo · c8 preto bispo · d8 preto rainha · e8 preto rei · h8 preto torre · a7 preto peão · b7 preto peão · c7 preto peão · e7 preto peão · f7 preto peão · g7 preto bispo · h7 preto peão · d6 preto peão · f6 preto cavalo · g6 preto peão · d4 branco peão · e4 branco peão · f4 branco peão · c3 branco cavalo · f3 branco cavalo · a2 branco peão · b2 branco peão · c2 branco peão · g2 branco peão · h2 branco peão · a1 branco torre · c1 branco bispo · d1 branco rainha · e1 branco rei · f1 branco bispo · h1 branco torre | a8 preto torre · b8 preto cavalo · c8 preto bispo · d8 preto rainha · e8 preto rei · h8 preto torre · a7 preto peão · b7 preto peão · c7 preto peão · e7 preto peão · f7 preto peão · g7 preto bispo · h7 preto peão · d6 preto peão · f6 preto cavalo · g6 preto peão · d4 branco peão · e4 branco peão · f4 branco peão · c3 branco cavalo · f3 branco cavalo · a2 branco peão · b2 branco peão · c2 branco peão · g2 branco peão · h2 branco peão · a1 branco torre · c1 branco bispo · d1 branco rainha · e1 branco rei · f1 branco bispo · h1 branco torre | 1 |
|   | a | b | c | d | e | f | g | h |   |

O Ataque Austríaco começa 1.e4 d6 2.d4 Cf6 3. Cc3 g6 4.f4 Bg7 5. Cf3, e era o favorito de Fischer. Também é muito respeitado por Nick de Firmian, o autor de Modern Chess Openings (MCO). Ao colocar os peões em d4, e4 e f4, as brancas estabelecem um poderoso centro, com a intenção de empurrar no centro e/ou atacar no flanco do Rei; na linha principal, as pretas geralmente contra-atacam com ...e5, visando o jogo contra as casas escuras e as fraquezas criadas pelo avanço central das brancas. Esta linha direta e agressiva é um dos sistemas mais ambiciosos contra a Pirc. Jan Timman jogou o Austríaco com sucesso com ambas as cores. Yuri Balashov se sai bem com as peças brancas e Valery Beim tem uma pontuação impressionante no lado negro.

#### 5...0-0
O lance mais jogado depois de 5...0-0 é 6. Bd3 (a Variação Weiss), com 6. . . Cc6 a resposta mais comum, embora 6. . .. Ca6, com a ideia de.... Cc7,.... Tb8 e ....b5 tornaram-se populares na década de 1980 após 6.... Descobriu-se que Cc6 oferecia poucas chances de vitória às pretas. 6.e5 é uma jogada aguda, com consequências pouco claras, que foi muito jogado na década de 1960, embora nunca tenha alcançado popularidade nos níveis mais altos. 6. Be2 é outra jogada que foi frequentemente vista nos anos 1950 e início dos anos 1960, embora a derrota sofrida por Fischer no jogo mostrado no exemplo estimulou os jogadores brancos, incluindo Fischer, a virar para 6. Bd3. Na década de 1980, 6. Be2 c5 7.dxc5 Da5 8.0-0 Dxc5+ 9. Kh1 foi revivido com resultados mais favoráveis. 6. Be3 é outra possibilidade, explorada na década de 1970.

#### 5...c5
A principal alternativa das pretas para 5...0-0 reside em um ataque imediato contra o centro branco com 5...c5, para o qual a resposta usual é 6.dxc5 ou 6. Bb5+. O primeiro permite 6... Da5. Este último promete um corpo a corpo tático, com uma linha comum sendo 6. Bb5+ Bd7 7.e5 Cg4 8.e6 (8.h3 ou 8. Bxd7+ são outras possibilidades) 8...fxe6, que foi considerado ruim, até Yasser Seirawan jogar a jogada contra Gyula Sax em 1988 (8... Bxb5 é a alternativa, se as pretas não quiserem o empate forçado na linha principal), continuando 9. Cg5 Bxb5! Agora, se as Brancas tentarem 10. Cxe6, as pretas têm 10... Bxd4!, ignorando a ameaça à sua dama, em vista de 11. Cxd8 Bf2+ 12. Rd2 Be3+ com um empate por xeque perpétuo. As brancas podem, em vez disso, tentar 11. Cxb5, com jogo complicado.
As brancas também podem tentar o agudo 6.e5 contra 5...c5, após o qual 6... Cfd7 7.exd6 0-0 é considerado uma boa jogada para as Pretas.

### Sistema Clássico (Dois Cavalos): 4. Cf3
|   | a | b | c | d | e | f | g | h |   |
| 8 | a8 preto torre · b8 preto cavalo · c8 preto bispo · d8 preto rainha · f8 preto torre · g8 preto rei · a7 preto peão · b7 preto peão · c7 preto peão · e7 preto peão · f7 preto peão · g7 preto bispo · h7 preto peão · d6 preto peão · f6 preto cavalo · g6 preto peão · d4 branco peão · e4 branco peão · c3 branco cavalo · f3 branco cavalo · a2 branco peão · b2 branco peão · c2 branco peão · e2 branco bispo · f2 branco peão · g2 branco peão · h2 branco peão · a1 branco torre · c1 branco bispo · d1 branco rainha · f1 branco torre · g1 branco rei | a8 preto torre · b8 preto cavalo · c8 preto bispo · d8 preto rainha · f8 preto torre · g8 preto rei · a7 preto peão · b7 preto peão · c7 preto peão · e7 preto peão · f7 preto peão · g7 preto bispo · h7 preto peão · d6 preto peão · f6 preto cavalo · g6 preto peão · d4 branco peão · e4 branco peão · c3 branco cavalo · f3 branco cavalo · a2 branco peão · b2 branco peão · c2 branco peão · e2 branco bispo · f2 branco peão · g2 branco peão · h2 branco peão · a1 branco torre · c1 branco bispo · d1 branco rainha · f1 branco torre · g1 branco rei | a8 preto torre · b8 preto cavalo · c8 preto bispo · d8 preto rainha · f8 preto torre · g8 preto rei · a7 preto peão · b7 preto peão · c7 preto peão · e7 preto peão · f7 preto peão · g7 preto bispo · h7 preto peão · d6 preto peão · f6 preto cavalo · g6 preto peão · d4 branco peão · e4 branco peão · c3 branco cavalo · f3 branco cavalo · a2 branco peão · b2 branco peão · c2 branco peão · e2 branco bispo · f2 branco peão · g2 branco peão · h2 branco peão · a1 branco torre · c1 branco bispo · d1 branco rainha · f1 branco torre · g1 branco rei | a8 preto torre · b8 preto cavalo · c8 preto bispo · d8 preto rainha · f8 preto torre · g8 preto rei · a7 preto peão · b7 preto peão · c7 preto peão · e7 preto peão · f7 preto peão · g7 preto bispo · h7 preto peão · d6 preto peão · f6 preto cavalo · g6 preto peão · d4 branco peão · e4 branco peão · c3 branco cavalo · f3 branco cavalo · a2 branco peão · b2 branco peão · c2 branco peão · e2 branco bispo · f2 branco peão · g2 branco peão · h2 branco peão · a1 branco torre · c1 branco bispo · d1 branco rainha · f1 branco torre · g1 branco rei | a8 preto torre · b8 preto cavalo · c8 preto bispo · d8 preto rainha · f8 preto torre · g8 preto rei · a7 preto peão · b7 preto peão · c7 preto peão · e7 preto peão · f7 preto peão · g7 preto bispo · h7 preto peão · d6 preto peão · f6 preto cavalo · g6 preto peão · d4 branco peão · e4 branco peão · c3 branco cavalo · f3 branco cavalo · a2 branco peão · b2 branco peão · c2 branco peão · e2 branco bispo · f2 branco peão · g2 branco peão · h2 branco peão · a1 branco torre · c1 branco bispo · d1 branco rainha · f1 branco torre · g1 branco rei | a8 preto torre · b8 preto cavalo · c8 preto bispo · d8 preto rainha · f8 preto torre · g8 preto rei · a7 preto peão · b7 preto peão · c7 preto peão · e7 preto peão · f7 preto peão · g7 preto bispo · h7 preto peão · d6 preto peão · f6 preto cavalo · g6 preto peão · d4 branco peão · e4 branco peão · c3 branco cavalo · f3 branco cavalo · a2 branco peão · b2 branco peão · c2 branco peão · e2 branco bispo · f2 branco peão · g2 branco peão · h2 branco peão · a1 branco torre · c1 branco bispo · d1 branco rainha · f1 branco torre · g1 branco rei | a8 preto torre · b8 preto cavalo · c8 preto bispo · d8 preto rainha · f8 preto torre · g8 preto rei · a7 preto peão · b7 preto peão · c7 preto peão · e7 preto peão · f7 preto peão · g7 preto bispo · h7 preto peão · d6 preto peão · f6 preto cavalo · g6 preto peão · d4 branco peão · e4 branco peão · c3 branco cavalo · f3 branco cavalo · a2 branco peão · b2 branco peão · c2 branco peão · e2 branco bispo · f2 branco peão · g2 branco peão · h2 branco peão · a1 branco torre · c1 branco bispo · d1 branco rainha · f1 branco torre · g1 branco rei | a8 preto torre · b8 preto cavalo · c8 preto bispo · d8 preto rainha · f8 preto torre · g8 preto rei · a7 preto peão · b7 preto peão · c7 preto peão · e7 preto peão · f7 preto peão · g7 preto bispo · h7 preto peão · d6 preto peão · f6 preto cavalo · g6 preto peão · d4 branco peão · e4 branco peão · c3 branco cavalo · f3 branco cavalo · a2 branco peão · b2 branco peão · c2 branco peão · e2 branco bispo · f2 branco peão · g2 branco peão · h2 branco peão · a1 branco torre · c1 branco bispo · d1 branco rainha · f1 branco torre · g1 branco rei | 8 |
| 7 | a8 preto torre · b8 preto cavalo · c8 preto bispo · d8 preto rainha · f8 preto torre · g8 preto rei · a7 preto peão · b7 preto peão · c7 preto peão · e7 preto peão · f7 preto peão · g7 preto bispo · h7 preto peão · d6 preto peão · f6 preto cavalo · g6 preto peão · d4 branco peão · e4 branco peão · c3 branco cavalo · f3 branco cavalo · a2 branco peão · b2 branco peão · c2 branco peão · e2 branco bispo · f2 branco peão · g2 branco peão · h2 branco peão · a1 branco torre · c1 branco bispo · d1 branco rainha · f1 branco torre · g1 branco rei | a8 preto torre · b8 preto cavalo · c8 preto bispo · d8 preto rainha · f8 preto torre · g8 preto rei · a7 preto peão · b7 preto peão · c7 preto peão · e7 preto peão · f7 preto peão · g7 preto bispo · h7 preto peão · d6 preto peão · f6 preto cavalo · g6 preto peão · d4 branco peão · e4 branco peão · c3 branco cavalo · f3 branco cavalo · a2 branco peão · b2 branco peão · c2 branco peão · e2 branco bispo · f2 branco peão · g2 branco peão · h2 branco peão · a1 branco torre · c1 branco bispo · d1 branco rainha · f1 branco torre · g1 branco rei | a8 preto torre · b8 preto cavalo · c8 preto bispo · d8 preto rainha · f8 preto torre · g8 preto rei · a7 preto peão · b7 preto peão · c7 preto peão · e7 preto peão · f7 preto peão · g7 preto bispo · h7 preto peão · d6 preto peão · f6 preto cavalo · g6 preto peão · d4 branco peão · e4 branco peão · c3 branco cavalo · f3 branco cavalo · a2 branco peão · b2 branco peão · c2 branco peão · e2 branco bispo · f2 branco peão · g2 branco peão · h2 branco peão · a1 branco torre · c1 branco bispo · d1 branco rainha · f1 branco torre · g1 branco rei | a8 preto torre · b8 preto cavalo · c8 preto bispo · d8 preto rainha · f8 preto torre · g8 preto rei · a7 preto peão · b7 preto peão · c7 preto peão · e7 preto peão · f7 preto peão · g7 preto bispo · h7 preto peão · d6 preto peão · f6 preto cavalo · g6 preto peão · d4 branco peão · e4 branco peão · c3 branco cavalo · f3 branco cavalo · a2 branco peão · b2 branco peão · c2 branco peão · e2 branco bispo · f2 branco peão · g2 branco peão · h2 branco peão · a1 branco torre · c1 branco bispo · d1 branco rainha · f1 branco torre · g1 branco rei | a8 preto torre · b8 preto cavalo · c8 preto bispo · d8 preto rainha · f8 preto torre · g8 preto rei · a7 preto peão · b7 preto peão · c7 preto peão · e7 preto peão · f7 preto peão · g7 preto bispo · h7 preto peão · d6 preto peão · f6 preto cavalo · g6 preto peão · d4 branco peão · e4 branco peão · c3 branco cavalo · f3 branco cavalo · a2 branco peão · b2 branco peão · c2 branco peão · e2 branco bispo · f2 branco peão · g2 branco peão · h2 branco peão · a1 branco torre · c1 branco bispo · d1 branco rainha · f1 branco torre · g1 branco rei | a8 preto torre · b8 preto cavalo · c8 preto bispo · d8 preto rainha · f8 preto torre · g8 preto rei · a7 preto peão · b7 preto peão · c7 preto peão · e7 preto peão · f7 preto peão · g7 preto bispo · h7 preto peão · d6 preto peão · f6 preto cavalo · g6 preto peão · d4 branco peão · e4 branco peão · c3 branco cavalo · f3 branco cavalo · a2 branco peão · b2 branco peão · c2 branco peão · e2 branco bispo · f2 branco peão · g2 branco peão · h2 branco peão · a1 branco torre · c1 branco bispo · d1 branco rainha · f1 branco torre · g1 branco rei | a8 preto torre · b8 preto cavalo · c8 preto bispo · d8 preto rainha · f8 preto torre · g8 preto rei · a7 preto peão · b7 preto peão · c7 preto peão · e7 preto peão · f7 preto peão · g7 preto bispo · h7 preto peão · d6 preto peão · f6 preto cavalo · g6 preto peão · d4 branco peão · e4 branco peão · c3 branco cavalo · f3 branco cavalo · a2 branco peão · b2 branco peão · c2 branco peão · e2 branco bispo · f2 branco peão · g2 branco peão · h2 branco peão · a1 branco torre · c1 branco bispo · d1 branco rainha · f1 branco torre · g1 branco rei | a8 preto torre · b8 preto cavalo · c8 preto bispo · d8 preto rainha · f8 preto torre · g8 preto rei · a7 preto peão · b7 preto peão · c7 preto peão · e7 preto peão · f7 preto peão · g7 preto bispo · h7 preto peão · d6 preto peão · f6 preto cavalo · g6 preto peão · d4 branco peão · e4 branco peão · c3 branco cavalo · f3 branco cavalo · a2 branco peão · b2 branco peão · c2 branco peão · e2 branco bispo · f2 branco peão · g2 branco peão · h2 branco peão · a1 branco torre · c1 branco bispo · d1 branco rainha · f1 branco torre · g1 branco rei | 7 |
| 6 | a8 preto torre · b8 preto cavalo · c8 preto bispo · d8 preto rainha · f8 preto torre · g8 preto rei · a7 preto peão · b7 preto peão · c7 preto peão · e7 preto peão · f7 preto peão · g7 preto bispo · h7 preto peão · d6 preto peão · f6 preto cavalo · g6 preto peão · d4 branco peão · e4 branco peão · c3 branco cavalo · f3 branco cavalo · a2 branco peão · b2 branco peão · c2 branco peão · e2 branco bispo · f2 branco peão · g2 branco peão · h2 branco peão · a1 branco torre · c1 branco bispo · d1 branco rainha · f1 branco torre · g1 branco rei | a8 preto torre · b8 preto cavalo · c8 preto bispo · d8 preto rainha · f8 preto torre · g8 preto rei · a7 preto peão · b7 preto peão · c7 preto peão · e7 preto peão · f7 preto peão · g7 preto bispo · h7 preto peão · d6 preto peão · f6 preto cavalo · g6 preto peão · d4 branco peão · e4 branco peão · c3 branco cavalo · f3 branco cavalo · a2 branco peão · b2 branco peão · c2 branco peão · e2 branco bispo · f2 branco peão · g2 branco peão · h2 branco peão · a1 branco torre · c1 branco bispo · d1 branco rainha · f1 branco torre · g1 branco rei | a8 preto torre · b8 preto cavalo · c8 preto bispo · d8 preto rainha · f8 preto torre · g8 preto rei · a7 preto peão · b7 preto peão · c7 preto peão · e7 preto peão · f7 preto peão · g7 preto bispo · h7 preto peão · d6 preto peão · f6 preto cavalo · g6 preto peão · d4 branco peão · e4 branco peão · c3 branco cavalo · f3 branco cavalo · a2 branco peão · b2 branco peão · c2 branco peão · e2 branco bispo · f2 branco peão · g2 branco peão · h2 branco peão · a1 branco torre · c1 branco bispo · d1 branco rainha · f1 branco torre · g1 branco rei | a8 preto torre · b8 preto cavalo · c8 preto bispo · d8 preto rainha · f8 preto torre · g8 preto rei · a7 preto peão · b7 preto peão · c7 preto peão · e7 preto peão · f7 preto peão · g7 preto bispo · h7 preto peão · d6 preto peão · f6 preto cavalo · g6 preto peão · d4 branco peão · e4 branco peão · c3 branco cavalo · f3 branco cavalo · a2 branco peão · b2 branco peão · c2 branco peão · e2 branco bispo · f2 branco peão · g2 branco peão · h2 branco peão · a1 branco torre · c1 branco bispo · d1 branco rainha · f1 branco torre · g1 branco rei | a8 preto torre · b8 preto cavalo · c8 preto bispo · d8 preto rainha · f8 preto torre · g8 preto rei · a7 preto peão · b7 preto peão · c7 preto peão · e7 preto peão · f7 preto peão · g7 preto bispo · h7 preto peão · d6 preto peão · f6 preto cavalo · g6 preto peão · d4 branco peão · e4 branco peão · c3 branco cavalo · f3 branco cavalo · a2 branco peão · b2 branco peão · c2 branco peão · e2 branco bispo · f2 branco peão · g2 branco peão · h2 branco peão · a1 branco torre · c1 branco bispo · d1 branco rainha · f1 branco torre · g1 branco rei | a8 preto torre · b8 preto cavalo · c8 preto bispo · d8 preto rainha · f8 preto torre · g8 preto rei · a7 preto peão · b7 preto peão · c7 preto peão · e7 preto peão · f7 preto peão · g7 preto bispo · h7 preto peão · d6 preto peão · f6 preto cavalo · g6 preto peão · d4 branco peão · e4 branco peão · c3 branco cavalo · f3 branco cavalo · a2 branco peão · b2 branco peão · c2 branco peão · e2 branco bispo · f2 branco peão · g2 branco peão · h2 branco peão · a1 branco torre · c1 branco bispo · d1 branco rainha · f1 branco torre · g1 branco rei | a8 preto torre · b8 preto cavalo · c8 preto bispo · d8 preto rainha · f8 preto torre · g8 preto rei · a7 preto peão · b7 preto peão · c7 preto peão · e7 preto peão · f7 preto peão · g7 preto bispo · h7 preto peão · d6 preto peão · f6 preto cavalo · g6 preto peão · d4 branco peão · e4 branco peão · c3 branco cavalo · f3 branco cavalo · a2 branco peão · b2 branco peão · c2 branco peão · e2 branco bispo · f2 branco peão · g2 branco peão · h2 branco peão · a1 branco torre · c1 branco bispo · d1 branco rainha · f1 branco torre · g1 branco rei | a8 preto torre · b8 preto cavalo · c8 preto bispo · d8 preto rainha · f8 preto torre · g8 preto rei · a7 preto peão · b7 preto peão · c7 preto peão · e7 preto peão · f7 preto peão · g7 preto bispo · h7 preto peão · d6 preto peão · f6 preto cavalo · g6 preto peão · d4 branco peão · e4 branco peão · c3 branco cavalo · f3 branco cavalo · a2 branco peão · b2 branco peão · c2 branco peão · e2 branco bispo · f2 branco peão · g2 branco peão · h2 branco peão · a1 branco torre · c1 branco bispo · d1 branco rainha · f1 branco torre · g1 branco rei | 6 |
| 5 | a8 preto torre · b8 preto cavalo · c8 preto bispo · d8 preto rainha · f8 preto torre · g8 preto rei · a7 preto peão · b7 preto peão · c7 preto peão · e7 preto peão · f7 preto peão · g7 preto bispo · h7 preto peão · d6 preto peão · f6 preto cavalo · g6 preto peão · d4 branco peão · e4 branco peão · c3 branco cavalo · f3 branco cavalo · a2 branco peão · b2 branco peão · c2 branco peão · e2 branco bispo · f2 branco peão · g2 branco peão · h2 branco peão · a1 branco torre · c1 branco bispo · d1 branco rainha · f1 branco torre · g1 branco rei | a8 preto torre · b8 preto cavalo · c8 preto bispo · d8 preto rainha · f8 preto torre · g8 preto rei · a7 preto peão · b7 preto peão · c7 preto peão · e7 preto peão · f7 preto peão · g7 preto bispo · h7 preto peão · d6 preto peão · f6 preto cavalo · g6 preto peão · d4 branco peão · e4 branco peão · c3 branco cavalo · f3 branco cavalo · a2 branco peão · b2 branco peão · c2 branco peão · e2 branco bispo · f2 branco peão · g2 branco peão · h2 branco peão · a1 branco torre · c1 branco bispo · d1 branco rainha · f1 branco torre · g1 branco rei | a8 preto torre · b8 preto cavalo · c8 preto bispo · d8 preto rainha · f8 preto torre · g8 preto rei · a7 preto peão · b7 preto peão · c7 preto peão · e7 preto peão · f7 preto peão · g7 preto bispo · h7 preto peão · d6 preto peão · f6 preto cavalo · g6 preto peão · d4 branco peão · e4 branco peão · c3 branco cavalo · f3 branco cavalo · a2 branco peão · b2 branco peão · c2 branco peão · e2 branco bispo · f2 branco peão · g2 branco peão · h2 branco peão · a1 branco torre · c1 branco bispo · d1 branco rainha · f1 branco torre · g1 branco rei | a8 preto torre · b8 preto cavalo · c8 preto bispo · d8 preto rainha · f8 preto torre · g8 preto rei · a7 preto peão · b7 preto peão · c7 preto peão · e7 preto peão · f7 preto peão · g7 preto bispo · h7 preto peão · d6 preto peão · f6 preto cavalo · g6 preto peão · d4 branco peão · e4 branco peão · c3 branco cavalo · f3 branco cavalo · a2 branco peão · b2 branco peão · c2 branco peão · e2 branco bispo · f2 branco peão · g2 branco peão · h2 branco peão · a1 branco torre · c1 branco bispo · d1 branco rainha · f1 branco torre · g1 branco rei | a8 preto torre · b8 preto cavalo · c8 preto bispo · d8 preto rainha · f8 preto torre · g8 preto rei · a7 preto peão · b7 preto peão · c7 preto peão · e7 preto peão · f7 preto peão · g7 preto bispo · h7 preto peão · d6 preto peão · f6 preto cavalo · g6 preto peão · d4 branco peão · e4 branco peão · c3 branco cavalo · f3 branco cavalo · a2 branco peão · b2 branco peão · c2 branco peão · e2 branco bispo · f2 branco peão · g2 branco peão · h2 branco peão · a1 branco torre · c1 branco bispo · d1 branco rainha · f1 branco torre · g1 branco rei | a8 preto torre · b8 preto cavalo · c8 preto bispo · d8 preto rainha · f8 preto torre · g8 preto rei · a7 preto peão · b7 preto peão · c7 preto peão · e7 preto peão · f7 preto peão · g7 preto bispo · h7 preto peão · d6 preto peão · f6 preto cavalo · g6 preto peão · d4 branco peão · e4 branco peão · c3 branco cavalo · f3 branco cavalo · a2 branco peão · b2 branco peão · c2 branco peão · e2 branco bispo · f2 branco peão · g2 branco peão · h2 branco peão · a1 branco torre · c1 branco bispo · d1 branco rainha · f1 branco torre · g1 branco rei | a8 preto torre · b8 preto cavalo · c8 preto bispo · d8 preto rainha · f8 preto torre · g8 preto rei · a7 preto peão · b7 preto peão · c7 preto peão · e7 preto peão · f7 preto peão · g7 preto bispo · h7 preto peão · d6 preto peão · f6 preto cavalo · g6 preto peão · d4 branco peão · e4 branco peão · c3 branco cavalo · f3 branco cavalo · a2 branco peão · b2 branco peão · c2 branco peão · e2 branco bispo · f2 branco peão · g2 branco peão · h2 branco peão · a1 branco torre · c1 branco bispo · d1 branco rainha · f1 branco torre · g1 branco rei | a8 preto torre · b8 preto cavalo · c8 preto bispo · d8 preto rainha · f8 preto torre · g8 preto rei · a7 preto peão · b7 preto peão · c7 preto peão · e7 preto peão · f7 preto peão · g7 preto bispo · h7 preto peão · d6 preto peão · f6 preto cavalo · g6 preto peão · d4 branco peão · e4 branco peão · c3 branco cavalo · f3 branco cavalo · a2 branco peão · b2 branco peão · c2 branco peão · e2 branco bispo · f2 branco peão · g2 branco peão · h2 branco peão · a1 branco torre · c1 branco bispo · d1 branco rainha · f1 branco torre · g1 branco rei | 5 |
| 4 | a8 preto torre · b8 preto cavalo · c8 preto bispo · d8 preto rainha · f8 preto torre · g8 preto rei · a7 preto peão · b7 preto peão · c7 preto peão · e7 preto peão · f7 preto peão · g7 preto bispo · h7 preto peão · d6 preto peão · f6 preto cavalo · g6 preto peão · d4 branco peão · e4 branco peão · c3 branco cavalo · f3 branco cavalo · a2 branco peão · b2 branco peão · c2 branco peão · e2 branco bispo · f2 branco peão · g2 branco peão · h2 branco peão · a1 branco torre · c1 branco bispo · d1 branco rainha · f1 branco torre · g1 branco rei | a8 preto torre · b8 preto cavalo · c8 preto bispo · d8 preto rainha · f8 preto torre · g8 preto rei · a7 preto peão · b7 preto peão · c7 preto peão · e7 preto peão · f7 preto peão · g7 preto bispo · h7 preto peão · d6 preto peão · f6 preto cavalo · g6 preto peão · d4 branco peão · e4 branco peão · c3 branco cavalo · f3 branco cavalo · a2 branco peão · b2 branco peão · c2 branco peão · e2 branco bispo · f2 branco peão · g2 branco peão · h2 branco peão · a1 branco torre · c1 branco bispo · d1 branco rainha · f1 branco torre · g1 branco rei | a8 preto torre · b8 preto cavalo · c8 preto bispo · d8 preto rainha · f8 preto torre · g8 preto rei · a7 preto peão · b7 preto peão · c7 preto peão · e7 preto peão · f7 preto peão · g7 preto bispo · h7 preto peão · d6 preto peão · f6 preto cavalo · g6 preto peão · d4 branco peão · e4 branco peão · c3 branco cavalo · f3 branco cavalo · a2 branco peão · b2 branco peão · c2 branco peão · e2 branco bispo · f2 branco peão · g2 branco peão · h2 branco peão · a1 branco torre · c1 branco bispo · d1 branco rainha · f1 branco torre · g1 branco rei | a8 preto torre · b8 preto cavalo · c8 preto bispo · d8 preto rainha · f8 preto torre · g8 preto rei · a7 preto peão · b7 preto peão · c7 preto peão · e7 preto peão · f7 preto peão · g7 preto bispo · h7 preto peão · d6 preto peão · f6 preto cavalo · g6 preto peão · d4 branco peão · e4 branco peão · c3 branco cavalo · f3 branco cavalo · a2 branco peão · b2 branco peão · c2 branco peão · e2 branco bispo · f2 branco peão · g2 branco peão · h2 branco peão · a1 branco torre · c1 branco bispo · d1 branco rainha · f1 branco torre · g1 branco rei | a8 preto torre · b8 preto cavalo · c8 preto bispo · d8 preto rainha · f8 preto torre · g8 preto rei · a7 preto peão · b7 preto peão · c7 preto peão · e7 preto peão · f7 preto peão · g7 preto bispo · h7 preto peão · d6 preto peão · f6 preto cavalo · g6 preto peão · d4 branco peão · e4 branco peão · c3 branco cavalo · f3 branco cavalo · a2 branco peão · b2 branco peão · c2 branco peão · e2 branco bispo · f2 branco peão · g2 branco peão · h2 branco peão · a1 branco torre · c1 branco bispo · d1 branco rainha · f1 branco torre · g1 branco rei | a8 preto torre · b8 preto cavalo · c8 preto bispo · d8 preto rainha · f8 preto torre · g8 preto rei · a7 preto peão · b7 preto peão · c7 preto peão · e7 preto peão · f7 preto peão · g7 preto bispo · h7 preto peão · d6 preto peão · f6 preto cavalo · g6 preto peão · d4 branco peão · e4 branco peão · c3 branco cavalo · f3 branco cavalo · a2 branco peão · b2 branco peão · c2 branco peão · e2 branco bispo · f2 branco peão · g2 branco peão · h2 branco peão · a1 branco torre · c1 branco bispo · d1 branco rainha · f1 branco torre · g1 branco rei | a8 preto torre · b8 preto cavalo · c8 preto bispo · d8 preto rainha · f8 preto torre · g8 preto rei · a7 preto peão · b7 preto peão · c7 preto peão · e7 preto peão · f7 preto peão · g7 preto bispo · h7 preto peão · d6 preto peão · f6 preto cavalo · g6 preto peão · d4 branco peão · e4 branco peão · c3 branco cavalo · f3 branco cavalo · a2 branco peão · b2 branco peão · c2 branco peão · e2 branco bispo · f2 branco peão · g2 branco peão · h2 branco peão · a1 branco torre · c1 branco bispo · d1 branco rainha · f1 branco torre · g1 branco rei | a8 preto torre · b8 preto cavalo · c8 preto bispo · d8 preto rainha · f8 preto torre · g8 preto rei · a7 preto peão · b7 preto peão · c7 preto peão · e7 preto peão · f7 preto peão · g7 preto bispo · h7 preto peão · d6 preto peão · f6 preto cavalo · g6 preto peão · d4 branco peão · e4 branco peão · c3 branco cavalo · f3 branco cavalo · a2 branco peão · b2 branco peão · c2 branco peão · e2 branco bispo · f2 branco peão · g2 branco peão · h2 branco peão · a1 branco torre · c1 branco bispo · d1 branco rainha · f1 branco torre · g1 branco rei | 4 |
| 3 | a8 preto torre · b8 preto cavalo · c8 preto bispo · d8 preto rainha · f8 preto torre · g8 preto rei · a7 preto peão · b7 preto peão · c7 preto peão · e7 preto peão · f7 preto peão · g7 preto bispo · h7 preto peão · d6 preto peão · f6 preto cavalo · g6 preto peão · d4 branco peão · e4 branco peão · c3 branco cavalo · f3 branco cavalo · a2 branco peão · b2 branco peão · c2 branco peão · e2 branco bispo · f2 branco peão · g2 branco peão · h2 branco peão · a1 branco torre · c1 branco bispo · d1 branco rainha · f1 branco torre · g1 branco rei | a8 preto torre · b8 preto cavalo · c8 preto bispo · d8 preto rainha · f8 preto torre · g8 preto rei · a7 preto peão · b7 preto peão · c7 preto peão · e7 preto peão · f7 preto peão · g7 preto bispo · h7 preto peão · d6 preto peão · f6 preto cavalo · g6 preto peão · d4 branco peão · e4 branco peão · c3 branco cavalo · f3 branco cavalo · a2 branco peão · b2 branco peão · c2 branco peão · e2 branco bispo · f2 branco peão · g2 branco peão · h2 branco peão · a1 branco torre · c1 branco bispo · d1 branco rainha · f1 branco torre · g1 branco rei | a8 preto torre · b8 preto cavalo · c8 preto bispo · d8 preto rainha · f8 preto torre · g8 preto rei · a7 preto peão · b7 preto peão · c7 preto peão · e7 preto peão · f7 preto peão · g7 preto bispo · h7 preto peão · d6 preto peão · f6 preto cavalo · g6 preto peão · d4 branco peão · e4 branco peão · c3 branco cavalo · f3 branco cavalo · a2 branco peão · b2 branco peão · c2 branco peão · e2 branco bispo · f2 branco peão · g2 branco peão · h2 branco peão · a1 branco torre · c1 branco bispo · d1 branco rainha · f1 branco torre · g1 branco rei | a8 preto torre · b8 preto cavalo · c8 preto bispo · d8 preto rainha · f8 preto torre · g8 preto rei · a7 preto peão · b7 preto peão · c7 preto peão · e7 preto peão · f7 preto peão · g7 preto bispo · h7 preto peão · d6 preto peão · f6 preto cavalo · g6 preto peão · d4 branco peão · e4 branco peão · c3 branco cavalo · f3 branco cavalo · a2 branco peão · b2 branco peão · c2 branco peão · e2 branco bispo · f2 branco peão · g2 branco peão · h2 branco peão · a1 branco torre · c1 branco bispo · d1 branco rainha · f1 branco torre · g1 branco rei | a8 preto torre · b8 preto cavalo · c8 preto bispo · d8 preto rainha · f8 preto torre · g8 preto rei · a7 preto peão · b7 preto peão · c7 preto peão · e7 preto peão · f7 preto peão · g7 preto bispo · h7 preto peão · d6 preto peão · f6 preto cavalo · g6 preto peão · d4 branco peão · e4 branco peão · c3 branco cavalo · f3 branco cavalo · a2 branco peão · b2 branco peão · c2 branco peão · e2 branco bispo · f2 branco peão · g2 branco peão · h2 branco peão · a1 branco torre · c1 branco bispo · d1 branco rainha · f1 branco torre · g1 branco rei | a8 preto torre · b8 preto cavalo · c8 preto bispo · d8 preto rainha · f8 preto torre · g8 preto rei · a7 preto peão · b7 preto peão · c7 preto peão · e7 preto peão · f7 preto peão · g7 preto bispo · h7 preto peão · d6 preto peão · f6 preto cavalo · g6 preto peão · d4 branco peão · e4 branco peão · c3 branco cavalo · f3 branco cavalo · a2 branco peão · b2 branco peão · c2 branco peão · e2 branco bispo · f2 branco peão · g2 branco peão · h2 branco peão · a1 branco torre · c1 branco bispo · d1 branco rainha · f1 branco torre · g1 branco rei | a8 preto torre · b8 preto cavalo · c8 preto bispo · d8 preto rainha · f8 preto torre · g8 preto rei · a7 preto peão · b7 preto peão · c7 preto peão · e7 preto peão · f7 preto peão · g7 preto bispo · h7 preto peão · d6 preto peão · f6 preto cavalo · g6 preto peão · d4 branco peão · e4 branco peão · c3 branco cavalo · f3 branco cavalo · a2 branco peão · b2 branco peão · c2 branco peão · e2 branco bispo · f2 branco peão · g2 branco peão · h2 branco peão · a1 branco torre · c1 branco bispo · d1 branco rainha · f1 branco torre · g1 branco rei | a8 preto torre · b8 preto cavalo · c8 preto bispo · d8 preto rainha · f8 preto torre · g8 preto rei · a7 preto peão · b7 preto peão · c7 preto peão · e7 preto peão · f7 preto peão · g7 preto bispo · h7 preto peão · d6 preto peão · f6 preto cavalo · g6 preto peão · d4 branco peão · e4 branco peão · c3 branco cavalo · f3 branco cavalo · a2 branco peão · b2 branco peão · c2 branco peão · e2 branco bispo · f2 branco peão · g2 branco peão · h2 branco peão · a1 branco torre · c1 branco bispo · d1 branco rainha · f1 branco torre · g1 branco rei | 3 |
| 2 | a8 preto torre · b8 preto cavalo · c8 preto bispo · d8 preto rainha · f8 preto torre · g8 preto rei · a7 preto peão · b7 preto peão · c7 preto peão · e7 preto peão · f7 preto peão · g7 preto bispo · h7 preto peão · d6 preto peão · f6 preto cavalo · g6 preto peão · d4 branco peão · e4 branco peão · c3 branco cavalo · f3 branco cavalo · a2 branco peão · b2 branco peão · c2 branco peão · e2 branco bispo · f2 branco peão · g2 branco peão · h2 branco peão · a1 branco torre · c1 branco bispo · d1 branco rainha · f1 branco torre · g1 branco rei | a8 preto torre · b8 preto cavalo · c8 preto bispo · d8 preto rainha · f8 preto torre · g8 preto rei · a7 preto peão · b7 preto peão · c7 preto peão · e7 preto peão · f7 preto peão · g7 preto bispo · h7 preto peão · d6 preto peão · f6 preto cavalo · g6 preto peão · d4 branco peão · e4 branco peão · c3 branco cavalo · f3 branco cavalo · a2 branco peão · b2 branco peão · c2 branco peão · e2 branco bispo · f2 branco peão · g2 branco peão · h2 branco peão · a1 branco torre · c1 branco bispo · d1 branco rainha · f1 branco torre · g1 branco rei | a8 preto torre · b8 preto cavalo · c8 preto bispo · d8 preto rainha · f8 preto torre · g8 preto rei · a7 preto peão · b7 preto peão · c7 preto peão · e7 preto peão · f7 preto peão · g7 preto bispo · h7 preto peão · d6 preto peão · f6 preto cavalo · g6 preto peão · d4 branco peão · e4 branco peão · c3 branco cavalo · f3 branco cavalo · a2 branco peão · b2 branco peão · c2 branco peão · e2 branco bispo · f2 branco peão · g2 branco peão · h2 branco peão · a1 branco torre · c1 branco bispo · d1 branco rainha · f1 branco torre · g1 branco rei | a8 preto torre · b8 preto cavalo · c8 preto bispo · d8 preto rainha · f8 preto torre · g8 preto rei · a7 preto peão · b7 preto peão · c7 preto peão · e7 preto peão · f7 preto peão · g7 preto bispo · h7 preto peão · d6 preto peão · f6 preto cavalo · g6 preto peão · d4 branco peão · e4 branco peão · c3 branco cavalo · f3 branco cavalo · a2 branco peão · b2 branco peão · c2 branco peão · e2 branco bispo · f2 branco peão · g2 branco peão · h2 branco peão · a1 branco torre · c1 branco bispo · d1 branco rainha · f1 branco torre · g1 branco rei | a8 preto torre · b8 preto cavalo · c8 preto bispo · d8 preto rainha · f8 preto torre · g8 preto rei · a7 preto peão · b7 preto peão · c7 preto peão · e7 preto peão · f7 preto peão · g7 preto bispo · h7 preto peão · d6 preto peão · f6 preto cavalo · g6 preto peão · d4 branco peão · e4 branco peão · c3 branco cavalo · f3 branco cavalo · a2 branco peão · b2 branco peão · c2 branco peão · e2 branco bispo · f2 branco peão · g2 branco peão · h2 branco peão · a1 branco torre · c1 branco bispo · d1 branco rainha · f1 branco torre · g1 branco rei | a8 preto torre · b8 preto cavalo · c8 preto bispo · d8 preto rainha · f8 preto torre · g8 preto rei · a7 preto peão · b7 preto peão · c7 preto peão · e7 preto peão · f7 preto peão · g7 preto bispo · h7 preto peão · d6 preto peão · f6 preto cavalo · g6 preto peão · d4 branco peão · e4 branco peão · c3 branco cavalo · f3 branco cavalo · a2 branco peão · b2 branco peão · c2 branco peão · e2 branco bispo · f2 branco peão · g2 branco peão · h2 branco peão · a1 branco torre · c1 branco bispo · d1 branco rainha · f1 branco torre · g1 branco rei | a8 preto torre · b8 preto cavalo · c8 preto bispo · d8 preto rainha · f8 preto torre · g8 preto rei · a7 preto peão · b7 preto peão · c7 preto peão · e7 preto peão · f7 preto peão · g7 preto bispo · h7 preto peão · d6 preto peão · f6 preto cavalo · g6 preto peão · d4 branco peão · e4 branco peão · c3 branco cavalo · f3 branco cavalo · a2 branco peão · b2 branco peão · c2 branco peão · e2 branco bispo · f2 branco peão · g2 branco peão · h2 branco peão · a1 branco torre · c1 branco bispo · d1 branco rainha · f1 branco torre · g1 branco rei | a8 preto torre · b8 preto cavalo · c8 preto bispo · d8 preto rainha · f8 preto torre · g8 preto rei · a7 preto peão · b7 preto peão · c7 preto peão · e7 preto peão · f7 preto peão · g7 preto bispo · h7 preto peão · d6 preto peão · f6 preto cavalo · g6 preto peão · d4 branco peão · e4 branco peão · c3 branco cavalo · f3 branco cavalo · a2 branco peão · b2 branco peão · c2 branco peão · e2 branco bispo · f2 branco peão · g2 branco peão · h2 branco peão · a1 branco torre · c1 branco bispo · d1 branco rainha · f1 branco torre · g1 branco rei | 2 |
| 1 | a8 preto torre · b8 preto cavalo · c8 preto bispo · d8 preto rainha · f8 preto torre · g8 preto rei · a7 preto peão · b7 preto peão · c7 preto peão · e7 preto peão · f7 preto peão · g7 preto bispo · h7 preto peão · d6 preto peão · f6 preto cavalo · g6 preto peão · d4 branco peão · e4 branco peão · c3 branco cavalo · f3 branco cavalo · a2 branco peão · b2 branco peão · c2 branco peão · e2 branco bispo · f2 branco peão · g2 branco peão · h2 branco peão · a1 branco torre · c1 branco bispo · d1 branco rainha · f1 branco torre · g1 branco rei | a8 preto torre · b8 preto cavalo · c8 preto bispo · d8 preto rainha · f8 preto torre · g8 preto rei · a7 preto peão · b7 preto peão · c7 preto peão · e7 preto peão · f7 preto peão · g7 preto bispo · h7 preto peão · d6 preto peão · f6 preto cavalo · g6 preto peão · d4 branco peão · e4 branco peão · c3 branco cavalo · f3 branco cavalo · a2 branco peão · b2 branco peão · c2 branco peão · e2 branco bispo · f2 branco peão · g2 branco peão · h2 branco peão · a1 branco torre · c1 branco bispo · d1 branco rainha · f1 branco torre · g1 branco rei | a8 preto torre · b8 preto cavalo · c8 preto bispo · d8 preto rainha · f8 preto torre · g8 preto rei · a7 preto peão · b7 preto peão · c7 preto peão · e7 preto peão · f7 preto peão · g7 preto bispo · h7 preto peão · d6 preto peão · f6 preto cavalo · g6 preto peão · d4 branco peão · e4 branco peão · c3 branco cavalo · f3 branco cavalo · a2 branco peão · b2 branco peão · c2 branco peão · e2 branco bispo · f2 branco peão · g2 branco peão · h2 branco peão · a1 branco torre · c1 branco bispo · d1 branco rainha · f1 branco torre · g1 branco rei | a8 preto torre · b8 preto cavalo · c8 preto bispo · d8 preto rainha · f8 preto torre · g8 preto rei · a7 preto peão · b7 preto peão · c7 preto peão · e7 preto peão · f7 preto peão · g7 preto bispo · h7 preto peão · d6 preto peão · f6 preto cavalo · g6 preto peão · d4 branco peão · e4 branco peão · c3 branco cavalo · f3 branco cavalo · a2 branco peão · b2 branco peão · c2 branco peão · e2 branco bispo · f2 branco peão · g2 branco peão · h2 branco peão · a1 branco torre · c1 branco bispo · d1 branco rainha · f1 branco torre · g1 branco rei | a8 preto torre · b8 preto cavalo · c8 preto bispo · d8 preto rainha · f8 preto torre · g8 preto rei · a7 preto peão · b7 preto peão · c7 preto peão · e7 preto peão · f7 preto peão · g7 preto bispo · h7 preto peão · d6 preto peão · f6 preto cavalo · g6 preto peão · d4 branco peão · e4 branco peão · c3 branco cavalo · f3 branco cavalo · a2 branco peão · b2 branco peão · c2 branco peão · e2 branco bispo · f2 branco peão · g2 branco peão · h2 branco peão · a1 branco torre · c1 branco bispo · d1 branco rainha · f1 branco torre · g1 branco rei | a8 preto torre · b8 preto cavalo · c8 preto bispo · d8 preto rainha · f8 preto torre · g8 preto rei · a7 preto peão · b7 preto peão · c7 preto peão · e7 preto peão · f7 preto peão · g7 preto bispo · h7 preto peão · d6 preto peão · f6 preto cavalo · g6 preto peão · d4 branco peão · e4 branco peão · c3 branco cavalo · f3 branco cavalo · a2 branco peão · b2 branco peão · c2 branco peão · e2 branco bispo · f2 branco peão · g2 branco peão · h2 branco peão · a1 branco torre · c1 branco bispo · d1 branco rainha · f1 branco torre · g1 branco rei | a8 preto torre · b8 preto cavalo · c8 preto bispo · d8 preto rainha · f8 preto torre · g8 preto rei · a7 preto peão · b7 preto peão · c7 preto peão · e7 preto peão · f7 preto peão · g7 preto bispo · h7 preto peão · d6 preto peão · f6 preto cavalo · g6 preto peão · d4 branco peão · e4 branco peão · c3 branco cavalo · f3 branco cavalo · a2 branco peão · b2 branco peão · c2 branco peão · e2 branco bispo · f2 branco peão · g2 branco peão · h2 branco peão · a1 branco torre · c1 branco bispo · d1 branco rainha · f1 branco torre · g1 branco rei | a8 preto torre · b8 preto cavalo · c8 preto bispo · d8 preto rainha · f8 preto torre · g8 preto rei · a7 preto peão · b7 preto peão · c7 preto peão · e7 preto peão · f7 preto peão · g7 preto bispo · h7 preto peão · d6 preto peão · f6 preto cavalo · g6 preto peão · d4 branco peão · e4 branco peão · c3 branco cavalo · f3 branco cavalo · a2 branco peão · b2 branco peão · c2 branco peão · e2 branco bispo · f2 branco peão · g2 branco peão · h2 branco peão · a1 branco torre · c1 branco bispo · d1 branco rainha · f1 branco torre · g1 branco rei | 1 |
|   | a | b | c | d | e | f | g | h |   |

O Sistema Clássico (Dois Cavalos) começa 1.e4 d6 2.d4 Cf6 3. Cc3 g6 4. Cf3 Bg7 5. Be2 0-0 6,0-0. As brancas se contentam com o centro de peões 'clássico' com peões em e4 e d4, renunciando ao movimento de compromisso f2–f4 como as pretas fortificam e constroem uma estrutura compacta. Efim Geller, Anatoly Karpov e Evgeni Vasiukov usaram com sucesso este sistema para as Brancas; Zurab Azmaiparashvili marcou bem de Negras. Isso se transpõe na  Siciliana Dragão após 6...c5 7. Be3 cxd4 8. Cxd4.

### Os 150 e os Ataques Argentinos
A configuração f2–f3, Be3 e Dd2 é comumente usada contra o Defesa Índia do Rei e a Siciliana Dragão, e também pode ser usado contra a Pirc; na verdade, esse sistema é tão antigo quanto a própria Pirc.
O sistema 4.f3 foi introduzido por jogadores argentinos na década de 1930 e novamente em 1950. Nunca foi considerado perigoso para as pretas por causa de 4.f3 Bg7 5. Be3 c6 6. Dd2 b5. Ele recebeu um duro golpe por volta de 1985, quando Gennady Zaichik mostrou que as pretas podiam fazer o roque de qualquer maneira e jogar uma jogada perigosa com 5...0-0 6. Dd2 e5.
Os argentinos temiam a investida ...Cg4, embora alguns jogadores britânicos (especialmente Mark Hebden, Paul Motwani, Gary Lane, mais tarde também Michael Adams) tenham percebido que isso era principalmente perigoso para as pretas, portanto, jogar Be3 e Dd2 em todos os tipos de ordens de movimento, enquanto omitia f2–f3 . Eles chamaram isso de Ataque 150, porque jogadores com esta força (150 ECF) podem facilmente jogar nesta posição e jogar forte sem qualquer teoria.
A ideia original argentina provavelmente só é viável depois das 4. Be3 Bg7 5. Dd2 0-0 6. 0-0-0 c6 (ou Cc6) 7.f3 b5 8.h4. As pretas geralmente não fazem roque e preferem 5...c6 ou mesmo 4...c6. A questão de se e quando inserir Cf3 permanece obscura.

### Outros sistemas
- 4. Bg5 foi introduzido por Robert Byrne na década de 1960, após o que as pretas muitas vezes jogaram o 4 natural. . . Bg7, embora 4...c6 seja considerado mais flexível, já que as pretas podem querer economizar um tempo em antecipação ao plano das brancas de Dd2, seguido por Bh6, adiando ... Bg7 o maior tempo possível, jogando pela atividade no flanco da dama com...b7–b5 e ... Da5. A ideia das brancas de Dd2 e Bh6 pode dar uma transposição para as linhas com Be3 e Dd2. Um método menos comum de jogar este sistema é 4. Cf3 Bg7 5. Bg5.
- 4. Bf4. Este movimento anteriormente raro tornou-se mais popular ultimamente, em grande parte porque a posição pode surgir através de uma linha da moda do Sistema London: 1.d4 Cf6 2. Bf4 g6 3. Cc3 d6 4.e4.
- 4. Bc4 Bg7 5. De2 é uma forte tentativa de vantagem; 5. . . Cc6 pode levar a complicações de arrepiar depois de 6.e5, quando a melhor linha das pretas pode ser 6... Cg4 7.e6 Cxd4 8. Dxg4 Cxc2+, evitando o 6 jogado com mais frequência... Cxd4 7.exf6 Cxe2 8.fxg7 Tg8 9. Cgxe2 Txg7, que geralmente é considerado como levando a uma posição igual ou pouco clara, embora as brancas tenham marcado bastante na prática. 6... Cd7 agora é considerado bom para as pretas, em vista de 7.e6?! fxe6 8. Dxe6 Cde5! 9. Dd5 e6 com vantagem para as Pretas. Se as brancas, em vez disso, jogarem o melhor 7. Cf3, as Pretas têm múltiplas escolhas sólidas, incluindo 7...0-0 e 7... Cb6 (seguido por ... Ca5), que é considerado equalizador. Outra possibilidade para as Pretas é 5...c6, embora 6.e5 dxe5 7.dxe5 Cd5 8. Bd2, seguido de roque longo, dá vantagem às brancas, já que a posição das pretas é apertada e ele carece de contrajogo ativo.
- 4.g3 e 5. Bg2, seguido por Cge2, é uma linha sólida, que às vezes foi adotada por Karpov .
- 4. Be3 é outra alternativa. Considerado relativamente passivo em épocas anteriores, a prática de hoje usa esse movimento como uma entrada flexível em linhas que podem apresentar h3/Cf3 ou mesmo h3/g4/Bg2 - enquanto ainda mantém a opção de retornar aos planos de 150 ou o austríaco se as pretas cometerem a movimentos que não ajudam neste tipo de posição.
- 4. Be2 pode transpor para o Sistema Clássico após 4...Bg7 5. Cf3, ou as Brancas podem tentar uma das duas linhas altamente agressivas, o Ataque de Baioneta (5.h4) ou a Variação Chinesa (5.g4).

## Desvios precoces
Após 1.e4 d6 2.d4 Cf6 3. Cc3, as pretas têm uma alternativa para 3...g6 (linha principal) conhecida como Sistema Pribyl ou Defesa Tcheca, começando 3...c6. As linhas geralmente transpõem para o Pirc se as pretas jogarem mais tarde ...g6; alternativamente, as Pretas podem jogar ...Da5 e ...e5 para desafiar o centro das brancas, ou expandir no flanco da dama com ...b5.
Um desvio comum das Pretas na prática recente é 1.e4 d6 2.d4 Cf6 3. Cc3 e5. Isso foi tentado por muitos GMs ao longo dos anos, incluindo Zurab Azmaiparashvili e Christian Bauer. O 4.dxe5 das brancas é conhecido por ser igual, e o jogo normalmente continua 4...dxe5 5. Dxd8+ Rxd8 6. Bc4 Be6 7. Bxe6 fxe6. Em vez disso, as brancas normalmente transpõem para a Defesa Philidor com 4. Cf3.
Um desvio não comum para as pretas é 1.e4 d6 2.d4 Cf6 3. Cc3 e6, que pode transpor para a Variação Scheveningen da Defesa Siciliana após 4. Cf3 Be7 5. Bb5+ c6 6. Be2 0-0 7. Be3 c5 8.0-0 cxd4 9. Cxd4.
Um desvio não comum, mas bastante razoável, para as Brancas é 1.e4 d6 2.d4 Cf6 3.f3. No evento da Copa do Mundo de Barcelona de 1989, o ex- campeão mundial Garry Kasparov surpreendeu o grande mestre americano Yasser Seirawan com esta jogada. Depois de 3...g6 4.c4, um Seirawan infeliz se viu defendendo a Defesa Indiana do Rei pela primeira vez em sua vida, embora tenha conseguido empatar a partida. As pretas podem evitar uma Índia do Rei com 3...e5, o que pode levar a uma posição do tipo Defesa Índia Antiga após 4.d5, com 3...c5, que pode levar a uma posição do tipo Benoni após 4.d5 ou transpor a Variação Prins da Defesa Siciliana após 4. Ce2 cxd4 5. Cxd4, ou com 3...d5. Isso pode transpor para a Variação Clássica da Defesa Francesa após 4.e5 Cfd7 5.f4 e6 6. Cf3, para a Variação Tarrasch da Defesa Francesa após 4.e5 Cfd7 5.f4 e6 6.c3 c5 7. Cd2 Cc6 8. Cdf3, ou mesmo para o Blackmar-Diemer Gambit com um tempo extra para as Brancas após 4. Cc3 dxe4 5. Bg5 exf3 6. Cxf3.

## Exemplos de jogos
No jogo seguinte, Azmaiparashvili usa o Pirc para derrotar o então campeão mundial de xadrez Karpov.
| Karpov x Azmaiparashvili | Campeonato da URSS, Moscou 1983 |
| --- | ------------------------------- |
| 1.e4 d6 2.d4 g6 3.Cf3 Cf6 4.Cc3 Bg7 5.Be2 0-0 6.0-0 Bg4 7.Be3 Cc6 8.Dd2 e5 9.d5 Ce7 10.Rad1 b5 11.a3 a5 12.b4 axb4 13.axb4 Ta3 14.Bg5 Txc3 15.Bxf6 Bxf3 16.Bxf3 Ta3 17.Bxg7 Rxg7 18.Ta1 Da8 19.Txa3 Dxa3 20.Be2 Db2 21.Td1 f5 22.exf5 Cxf5 23.c3 Dxd2 24.Txd2 Ta8 25. Bxb5 Ta3 26.Tc2 Ce7 27.f4 exf4 28.Bc6 Cf5 29.Rf2 Ce3 30.Tc1 Rf6 31.g3 Re5 32.Rf3 g5 33.gxf4+ gxf4 34.h4 Cxd5 35.Bxd5 Rxd5 36.Rxf4 Rc4 37.Te1 Txc3 38.Te7 Rxb4 39.Txh7 d5 40.Re5 c6 41.Rd4 Tc4+ 0–1 |                                 |

| Kasparov vs. Veselin Topalov | Wijk aan Zee 1999 |
| --- | ----------------- |
| 1.e4 d6 2.d4 Cf6 3.Cc3 g6 4.Be3 Bg7 5.Dd2 c6 6.f3 b5 7.Cge2 Cbd7 8.Bh6 Bxh6 9.Dxh6 Bb7 10.a3 e5 11.0-0-0 De7 12.Kb1 a6 13.Cc1 0-0-0 14.Cb3 exd4 15.Txd4 c5 16.Td1 Cb6 17,g3 Rb8 18.Ca5 Ba8 19.Bh3 d5 20.Df4+ Ka7 21.Rhe1 d4 22.Cd5 Cbxd5 23.exd5 Dd6 24. Txd4 cxd4 25.Te7+ Rb6 26.Dxd4+ Rxa5 27.b4+ Ka4 28.Dc3 Dxd5 29.Ta7 Bb7 30.Txb7 Dc4 31.Dxf6 Rxa3 32.Dxa6+ Rxb4 33.c3+ Rxc3 34.Da1+ Rd2 35.Db3+ Rd2+ Rdf1 37.Td7 Txd7 38.Bxc4 bxc4 39.Dxh8 Td3 40.Da8 c3 41.Da4+ Re1 42.f4 f5 43.Rc1 Td2 44.Da7 1–0 |                   |
| Chamado de Imortal de Kasparov, este jogo foi chamado de "o jogo Pirc mais famoso de todos os tempos". |                   |

| Mikhail Tal vs. Tigran Petrosian | Moscou 1974 |
| --- | ----------- |
| 1. Cf3 g6 2.e4 Bg7 3.d4 d6 4. Cc3 Cf6 5. Be2 0-0 6,0-0 Cc6 7,d5 Cb8 8. Te1 e5 9.dxe6 Bxe6 10. Bf4 h6 11. Cd4 Bd7 12. Dd2 Rh7 13.e5 dxe5 14. Bxe5 Ce4 15. Cxe4 Bxe5 16. Cf3 Bg7 17. Tad1 Dc8 18. Bc4 Be8 19. Ceg5+ hxg5 20. Cxg5+ Rg8 21. Df4 Cd7 22. Txd7 Bxd7 23. Bxf7+ 1–0 |             |

| Fisher vs. Viktor Korchnoi | Curaçao 1962 |
| --- | ------------ |
| 1.e4 d6 2.d4 Cf6 3. Cc3 g6 4.f4 Bg7 5. Cf3 0-0 6. Be2 c5 7.dxc5 Da5 8.0-0 Dxc5+ 9. Rh1 Cc6 10. Cd2 a5 11. Cb3 Db6 12.a4 Cb4 13.g4 ? Bxg4! 14. Bxg4 Cxg4 15. Dxg4 Cxc2 16. Cb5 Cxa1 17. Cxa1 Dc6 18.f5 Dc4 19. Df3 Dxa4 20. Cc7 Dxa1 21. Cd5 Tae8 22. Bg5 Dxb2 23. Bxe7 Be5 24. Tf2 Dc1+ 25. Tf1 Dh6 26.h3 gxf5 27. Bxf8 Txf8 28. Ce7+ Rh8 29. Cxf5 De6 30. Rg1 a4 31. Tg4 Db3 32. Df1 a3 33. Tg3 Dxg3 0–1 |              |

| Hikaru Nakamura vs. Ilya Smirin | Foxwoods Open 2005 |
| --- | ------------------ |
| 1.e4 g6 2.d4 Bg7 3. Cc3 d6 4.f4 Cf6 5. Cf3 0-0 6.e5 Cfd7 7.h4 c5 8.h5 cxd4 9.hxg6 dxc3 10.gxf7+ Txf7 11. Bc4 Cf8 12. Cg5 e6 13. Cxf7 cxb2 14. Bxb2 Da5+ 15. Rf1 Rxf7 16. Dh5+ Rg8 17. Bd3 Db4 18. Tb1 Bd7 19.c4 Dd2 20. Bxh7+ Cxh7 21. Dxh7+ Rf8 22. Th4 1–0 |                    |

## CódigosECO
Alguns dos sistemas empregados pelas Brancas contra a Defesa Pirc incluem o seguinte:
- 4. Bc4 ( ECO B07) Sistema Kholmov (4. Bc4 Bg7 5. De2)
- 4. Be2 ( ECO B07) sub-variantes após 4. Be2 Bg7 inclui a Variação Chinesa, 5.g4, e o Ataque Baioneta (Mariotti), 5.h4
- 4. Be3 ( ECO B07) 150 ou Ataque "Homem das Cavernas" (4. Be3 c6 5. Dd2)
- 4. Bg5 ( ECO B07) Variação de Byrne
- 4.g3 ( ECO B07) Sistema Sveshnikov
- 4. Cf3 ( ECO B08) Sistema Clássico (Dois Cavalos) (subvariantes após 4. . . Bg7 inclui 5.h3 e 5. Be2)
- 4.f4 ( ECO B09) Ataque Austríaco (subvariantes após 4.f4 Bg7 5. Cf3 0-0 inclui 6.e5, 6. Be2, 6. Bd3 e 6. Be3; também, após 4. . . Bg7 é 5. Bc4, a Variação Ljubojevic; As pretas também têm a opção de entrar na Formação do Dragão após 5. Cf3 com 5...c5)